# 2011
Évszázadok: 20. század – 21. század – 22. század
Évtizedek: 1960-as évek – 1970-es évek – 1980-as évek – 1990-es évek – 2000-es évek – 2010-es évek – 2020-as évek – 2030-as évek – 2040-es évek – 2050-es évek – 2060-as évek
Évek: 2006 – 2007 – 2008 – 2009 –  2010 – 2011 – 2012 – 2013 – 2014 – 2015 – 2016
2011 (MMXI) első napja és utolsó napja is szombatra esett a Gergely-naptár szerint. Időszámításunk 2011. éve, a 3. évezred és a 21. század 11. éve, a 2010-es évek 2. éve.
Az ENSZ 2011-et az Erdők Nemzetközi Évének és a Kémia Nemzetközi Évének nyilvánította.

## Események

### Január
- január 1.

A 2011-es magyar EU-elnökség logója

  - Magyarország tölti be az Európai Unió soros elnöki tisztét (2011. június 30-ig).[4]
  - Három új európai pénzügyi felügyeleti szervezet kezdi meg működését. (Az Európai Bankhatóság – korábban Európai Bankfelügyelők Bizottsága –, az Európai Biztosítási Hatóság és az Európai Értékpapír-piaci Felügyeleti Hatóság őrködik majd az európai uniós tagállamok pénzügyi piacai fölött.)[5]
  - Litvánia tölti be az EBESZ soros elnöki tisztét, az elnök Audronius Ažubalis külügyminiszter.[6]
  - Észtország saját valutaként bevezeti az eurót, ezzel az eurózóna tizenhetedik tagjává válik.[7]
  - Önkéntes védelmi tartalékosok veszik át a kiemelten fontos katonai objektumok őrzését.[8]
- január 4.
  - Részleges napfogyatkozás, amely Magyarországról is megfigyelhető.[9]
  - Nagy Anna kormányszóvivő megerősíti, miszerint a kormány meghosszabbítja a lakás-árverezési moratóriumot április 15-ig.[10]
  - Iszlámábádban – saját testőre – meggyilkolja Szalman Taszírt, Pandzsáb pakisztáni tartomány kormányzóját, a kormányzó Pakisztáni Néppárt egyik vezető politikusát.[11]
  - Belehal sérüléseibe a rendőri intézkedés elleni tiltakozásul magát felgyújtó Mohammed el-Búazízi. Tette a jázminos forradalomhoz, közvetve az arab tavaszhoz vezetett.[12]
- január 6. – Nagyszabású ceremónia keretében megtörténik a magyar soros elnöki tisztség átvétele Belgiumtól. (A rendezvényt az Országház kupolacsarnokában tartották Yves Leterme belga, Orbán Viktor magyar kormányfő, a magyar államfő, Schmitt Pál, a magyar kormány valamennyi minisztere, az Országgyűlés elnöke és alelnökei, a parlamenti pártok elnökei, illetve frakcióvezetői, valamint a teljes budapesti diplomáciai kar részvételével.)[13] Dél-Szudán elhelyezkedése

Dél-Szudán elhelyezkedése

- január 9. – Koszovóban megkezdődnek a súlyos szabálytalanságok miatt részlegesen újra kiírt decemberi parlamenti választások.[14]
- január 9–15. – Népszavazás Dél-Szudánban az országrész önállóvá válásáról.[15][16]
- január 12.
  - A Kormány – az árvizek által veszélyeztetett Sajó völgyi települések védelme érdekében – Borsod-Abaúj-Zemplén megye közigazgatási területére vészhelyzetet hirdet ki,[17] amelyet február 24-én meghosszabbít.[18]
  - Megbukik a Szaad Haríri vezette libanoni kormány. (Az egységkormányból kilép a Hezbollah síita mozgalom miniszterei, majd egy hozzájuk csatlakozó politikus lemondása kikényszeríti az egész kormány összeomlását. Az ügy háttere az, hogy a Hezbollah már hónapok óta nyomást gyakorolt a kormányfőre, hogy ne támogassa a hollandiai székhelyű különleges ENSZ-törvényszéket, amelynek feladata kivizsgálni, kik gyilkolták meg 2005 februárjában a kormányfő apját, Rafik al-Harírit.)[19]
- január 14.
  - Több ezren tüntetnek a budapesti Kossuth téren a médiatörvény ellen, illetve a sajtószabadságért.[20] Tunéziai katonák tüntetőket tartóztatnak le (január 15.)

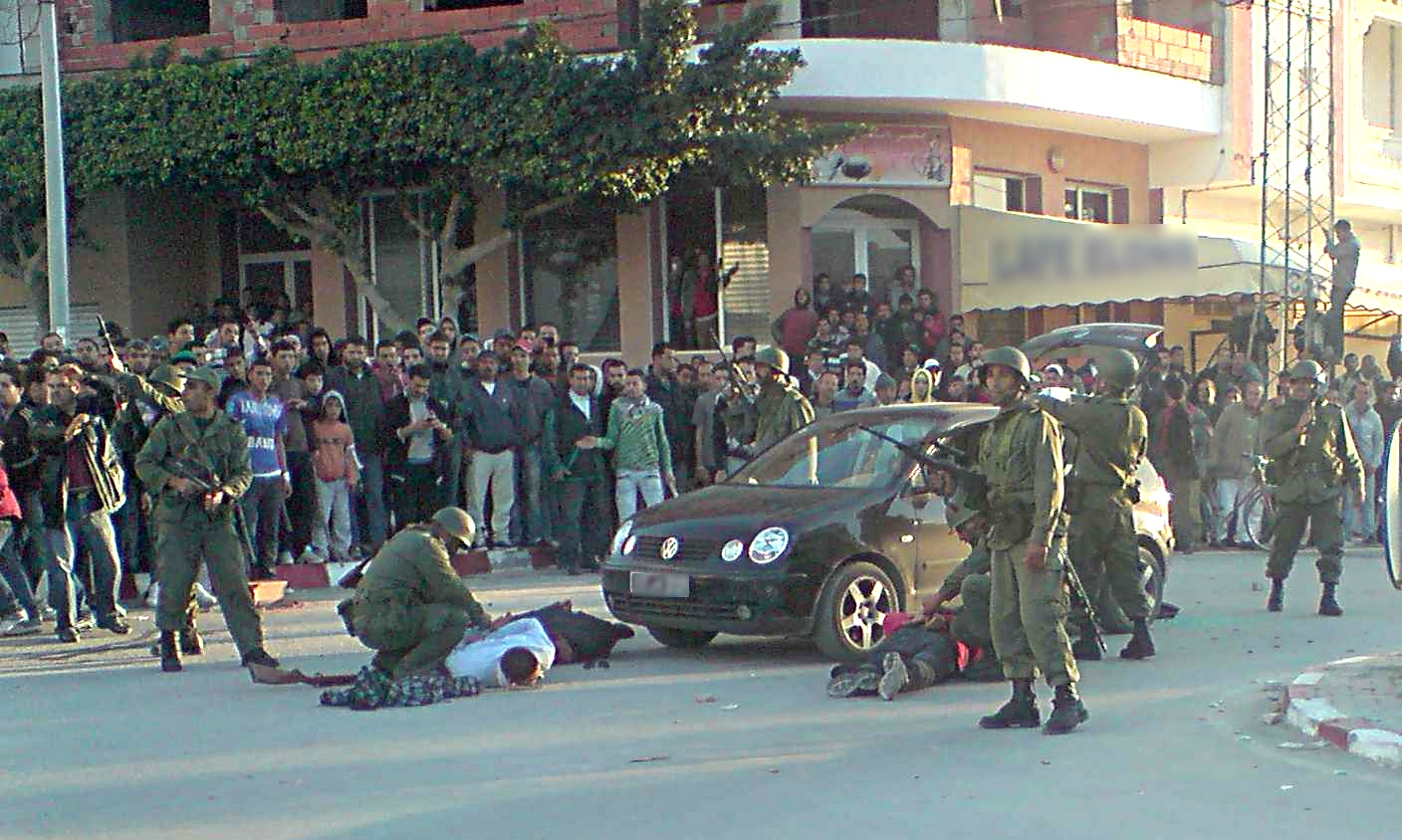
Tunéziai katonák tüntetőket tartóztatnak le (január 15.)

  - Testületileg lemond a japán kormány, hogy lehetővé váljék az új, átalakított kabinet megválasztása Kan Naoto eddigi miniszterelnök vezetésével. (A távozó kormány négy hónapig, 2010 szeptembere óta volt hivatalban. Az utolsó kormányülésen Kan hangsúlyozta, hogy a kormányátalakítás révén szavatolni kívánja a megkezdett reformfolyamat véghezvitelét.)[21]
  - Ben Ali tunáziai elnök – az egy hónapja tartó tömegtüntetések és zavargások hatására – elmenekül Tunéziából, és az államfői tisztséget – ideiglenes hatállyal – Mohamed Gannúsi miniszterelnök veszi át. (A hatalomból távozott tunéziai elnök családjával együtt Szaúd-Arábiába menekült. Ezt követően kijárási tilalmat rendeltek el Tunéziában és lezárták az afrikai ország légterét, melyet másnap újra megnyitottak.)[22][23][24]
- január 15.
  - Három fiatal lány meghal a Nyugati tér közelében a West-Balkán nevű szórakozóhelyen; a biztonságosnál több embert engedtek be a zenés rendezvényre, és túl kevés szervező, illetve biztonsági ember volt jelen a rendezvényen. A boncolás szerint a lányok halálát fulladás okozta, ahogy a tömeg összepréselte őket.[25][26]
  - A tunéziai Alkotmányügyi Tanács határozatot ad ki, melyben „véglegesen távol levőnek” tekinti Ben Ali államfőt és a házelnökre, Fuád Mebazaa-ra ruházza az ideiglenes hatalmat, továbbá hogy 60 napon belül választásokat kell tartani Tunéziában. (Miután megfosztják hatalmától a tunéziai elnököt, az eddigi házelnök a tunéziai parlamentben letette hivatalos elnöki esküjét.)[27]
- január 16. – A volt haiti diktátor, a Baby Doc néven ismert Jean-Claude Duvalier hazaérkezik párizsi száműzetéséből. (Sikkasztás és hűtlen kezelés miatt vádat emeltek ellene a haiti ügyészi szervek 18-án és a port-au-prince-i igazságügyi palotába szállították, majd szabadon engedték.)[28]
- január 17. – Tunéziában nemzeti egységkormány alakul Mohamed Gannúsi eddigi miniszterelnök vezetésével, de benne maradt az előző, önkényuralmi rezsim több képviselője, ami kiváltja a további tüntetéseket az országban. (A testületben a védelmi, a belügy-, a pénzügy-, és a külügyminiszter is megtartotta posztját, de helyet kapott a kormányban néhány ellenzéki vezető is.)[29][30]
- január 18. – Az UM! szlovákiai polgári kezdeményezés – incidensek nélküli – tüntetése a pozsonyi magyar nagykövetség épülete előtt. (A rendőri biztosítás mellett lezajlott akción felolvastak egy nyilatkozatot, amelyben a kezdeményezés tiltakozik a szerintük Magyarországon megnyilvánuló túlzott hatalomkoncentráció ellen, az olyan törvények ellen, melyek nézetük szerint ellentétesek a demokráciával, valamint a médiatörvény ellen. A résztvevők kifejezték szolidaritásukat a magyar újságírókkal és felolvasásra került a szlovák újságírók szindikátusának szolidaritási nyilatkozata.)[31]
- január 19.
  - XVI. Benedek pápa elfogadja Mayer Mihály pécsi megyés püspök lemondását, és helyettesítésére – a pécsi egyházmegye apostoli kormányzójává – Veres András szombathelyi megyés püspököt nevezi ki. (Az egyházmegyét 22 éve irányító Mayer püspöki címét élete végéig megtarthatja, ám a püspöki konferenciában betöltött tisztségeit elvesztette.)[32]
  - Eljárást indítanak a Szaúd-Arábiába menekült tunéziai elnök ellen, miszerint a 74 éves vezető és családja jogtalanul jutott vagyonának egy részéhez, amelyet külföldre menekített. (Svájcban már zárolták Ben Ali bankszámláit és ingatlanjait.)[29]
  - Barack Obama a Fehér Házban megbeszélést folytat és megállapodás-csomagot köt a kínai államfővel, Hu Csin-taóval. (Az újonnan megkötött amerikai-kínai megállapodások része 200 darab Boeing utasszállító repülőgép 19 milliárd dollárért történő eladása. Az amerikai elnök hangsúlyozza, hogy a két ország a jövőben intézményes formában folytat hivatalos párbeszédet az emberi jogokról.)[33]
- január 20. – Washingtonban, az amerikai üzleti élet vezetői előtt elmondott beszédében Hu Csin-tao kínai elnök kijelenti, hogy hazája nem kezd fegyverkezési versenybe Amerikával, de felszólítja az Egyesült Államokat, hogy tartsa tiszteletben a Tajvan és Tibet feletti kínai szuverenitást.[34]
- január 21. – Utcai harcokba torkoll a kormányellenes tüntetés Albániában. (Az előrehozott választásokat követelő tüntetők kövekkel támadtak a rohamrendőrökre, akik gumilövedékekkel és vízágyúval próbálták feloszlatni a tömeget. Az összecsapásban három ember vesztette életét.)[35]
- január 23. – Elnök választás Portugáliában, melyet a jelenlegi elnök, Aníbal Cavaco Silva nyert meg a szavazatok 52,94%-ával.[36]
- január 23–25. – Orbán Viktor magyar kormányfő háromnapos egyiptomi látogatása során – az észak-afrikai ország fővárosában –, Kairóban megbeszélést folytat az Arab Liga főtitkárával és megnyitja a Magyar-Egyiptomi Üzleti Fórumot; az Egyiptomi Labdarúgó Szövetség székházánál felavatja a Puskás Ferenc- és Hidegkuti Nándor-emléktáblát; udvariassági látogatáson fogadja őt Hoszni Mubarak elnök, majd Ahmed Nazíf miniszterelnökkel tárgyal.[37]
- január 24. – Öngyilkos merénylet történik a moszkvai domogyedovói nemzetközi repülőtéren, amelyben több mint 30 személy meghal és mintegy 130-an megsebesülnek.[38]
- január 25. – Egyiptomban 25-én este tüntetések kezdődtek az egyiptomi elnök ellen, amely a rendőrség beavatkozása után zavargássá fajult. Az összecsapások jelenleg is tartanak, eddig legalább 300-an vesztették életüket az összecsapásokban.[39]
- január 27.
  - Mielőbbi reformokat sürgetett országában a II. Abdullah jordán király, aki a parlament képviselőit arra szólította fel, hogy vállalják a rájuk ruházott felelősséget és a szükséges reformok érdekében határozott döntéseket hozzanak.[40]
  - Átalakítják a tunéziai kormányt. (A kabinetből kikerültek az elűzött Zín el-Ábidín ben Ali elnök pártjának tagjai, akik a kulcstárcákat mindeddig kézben tartották. Előzőleg lemondott Kamel Mordzsane, a tunéziai átmeneti kormány külügyminisztere.)[41]
- január 28. Hosni Mubarak egyiptomi elnök lezáratja az internetet.[42]
- január 29.
  - 4,7-es erősségű földrengés volt Oroszlányban, 1985 óta ez volt a legnagyobb rengés Magyarországon.
  - Omar Szulejmán hírszerzési főnök leteszi alelnöki hivatali esküjét, míg Ahmed Safík, a polgári repülés minisztere, a légierő volt parancsnoka kormányalakítási megbízást kap Hoszni Mubárak egyiptomi elnöktől,[43] miután az Ahmed Nazíf vezette kabinet lemondott.[44]
  - Öngyilkos merénylő robbantással megöli az afganisztáni Kandahár tartomány kormányzó-helyettesét, Abdul Latif Asnát.[45]
- január 31.
  - Hoszni Mubárak átalakítja az Ahmed Safík vezette egyiptomi kormányt, amely a nap folyamán le is tette a hivatali esküt.[46]
  - Lejár a határidő, amíg a magyarországi (addig kötelező, azontúl önkéntes) magán-nyugdíjpénztári el kell dönteniük, visszatérnek-e az állami nyugdíjrendszerbe, ami lényegében a magánnyugdíjrendszer államosításával egyenértékű;[47] a határidőig kb. 102 ezren nyilatkoztak úgy, hogy magán-nyugdíjpénztári tagok maradnak, ez az összes tag mintegy 3 százaléka.[48][49]

### Február
- február 1.
  - Kormányellenes tüntetések kezdődtek Marokkóban, a rendfenntartók azonban még egyelőre nem alkalmaztak erőszakot a tüntetőkkel szemben.[50]
  - A december óta tartó tüntetések hatására leváltotta kormányát II. Abdullah jordán király.[51]
  - Brian Cowen ír kormányfő feloszlatja a parlamentet és búcsúbeszédében sajnálatának adott hangot, amiért az ország a csőd szélére került.[52]
  - A BorsodChem kínai kézre került, a Wanhua Industrial Group 96%-os részesedést szerzett a cégbe, melynek integrálásával a világ harmadik legnagyobb izocianát-gyártója jön létre.[53]
- február 2. – Kínában beköszönt a Nyúl éve és ezzel kezdetét vette a Tavaszünnep.[54]

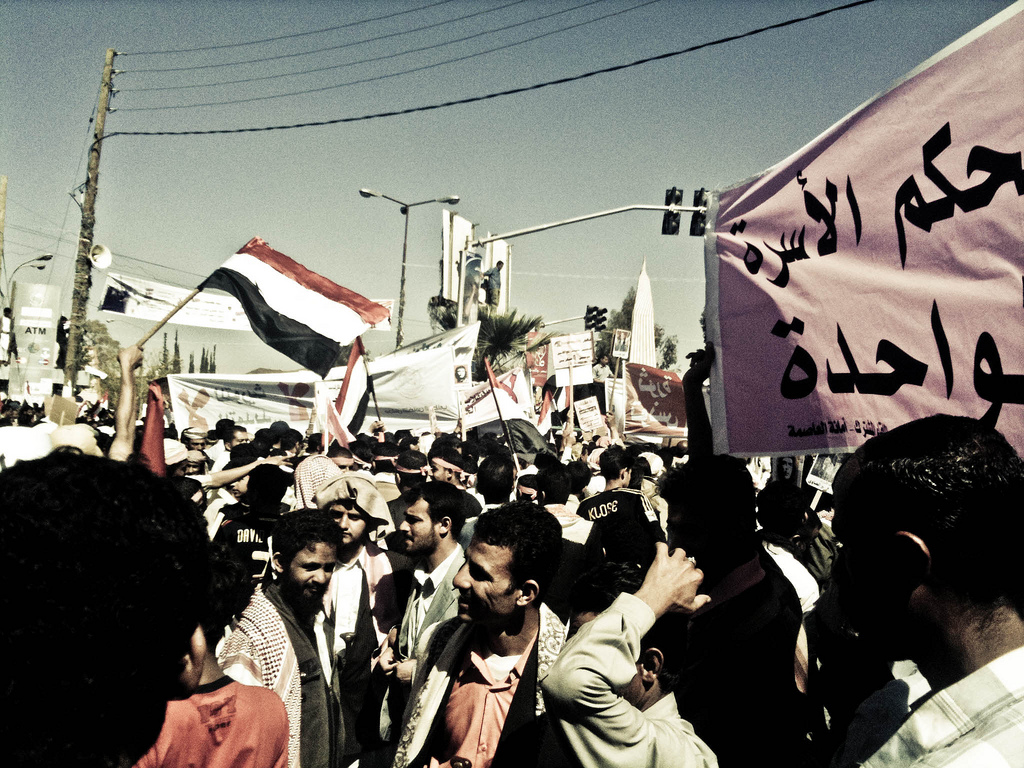
Tüntetők a jemeni Szanaában

- február 3. – Húszezren vonulnak a jemeni főváros utcáira – a „harag napján” – kormányváltást követelve, nem tartva elegendőnek Ali Abdalláh Száleh elnök előző napi ajánlatát, hogy 2013-ban, mandátumának lejártával távozik hivatalából. (Az elnök támogatói ugyanakkor ellentüntetést tartottak.)[55]
- február 4. – Elnökké nevezik ki Thein Szein mianmari kormányfőt. (A tartalékos tábornokot egy képviselőkből és a junta által kinevezett katonákból álló vegyes bizottság választotta ki három jelölt közül. A két alelnök Tin Aung Mjint Oo egykori tábornok, valamint Szai Muk Kam, a novemberi választásokon győztes Szövetségi Szolidaritás és Fejlődés Pártjának (USDP) a tagja.)[56]
- február 6. – Tunéziában felfüggesztik a volt kormánypárt, az Alkotmányos Demokratikus Egyesülés (RCD) működését.[57]
- február 9. – A társadalmi megbékélés és a reformok előmozdítása jegyében leteszi hivatali esküjét a Maarúf al-Bahít vezette új jordán kormány.[58]
- február 10. – Hoszni Mubárak egyiptomi elnök alkotmányos lépésekkel átruházza államfői hatalmát Omar Szuleimán alelnökre.[59]

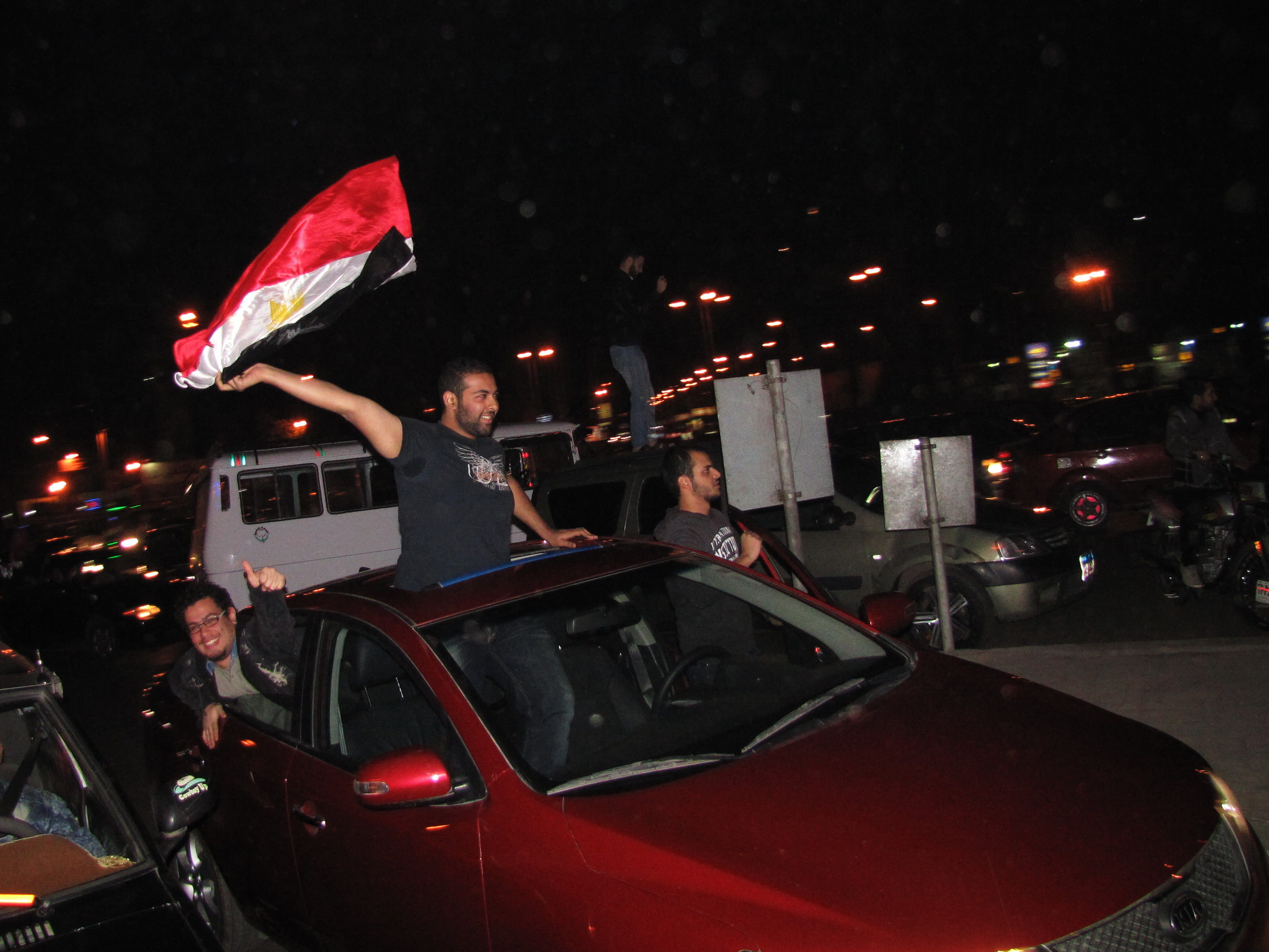
Mubarak távozását ünneplő tömeg

- február 11. – Omar Szuleimán egyiptomi alelnök a kairói televízióban bejelenti, hogy Hoszni Mubárak elnök lemondott és átadta a hatalmat a hadseregnek.[60] Az ország irányítását a Mohamed Huszein Tantáui védelmi és hadiipari miniszter vezette Felső Katonai Tanács veszi át.[61]
- február 13. – Az egyiptomi katonai kormányzat feloszlatja a parlamentet és felfüggeszti az alkotmányt.[62]
- február 14.
  - Utcára vonulnak Bahreinben a síita tüntetők, hogy politikai és szociális reformokat követeljenek a kormánytól. (A kormányellenes tüntetők és a rendőrség összecsapásakor két ember vesztette életét.)[63]
  - Tüntetéssorozat kezdődik Iránban
- február 15.
  - A teheráni Azadi téren a rendőrség könnygázzal és gumilövedékkel oszlatja fel a kormányellenes tüntetőket. (Az összecsapásokban többen megsérültek, egy ember meghalt. Másnap az iráni parlament elnöke, Ali Laridzsáni és a többségben lévő konzervatív parlamenti képviselők az ellenzék vezetőinek halálra ítélését szorgalmazta.)[64]
  - Kormányellenes tüntetések kezdődnek a kelet-líbiai Bengáziban.
- február 17.
  - Félórás magánkihallgatáson fogadja XVI. Benedek pápa Dmitrij Medvegyev orosz elnököt. (Ez volt Medvegyev második szentszéki látogatása.)[65]
  - A bahreini rendfenntartó erők könnygázzal és gumilövedékekkel oszlatják fel az el-Manáma főterén táborozó tüntetőket, majd a hadsereg átveszi az ellenőrzést a főváros nagy része felett és betiltja a tüntetéseket. (Az összecsapás következtében legalább öten meghaltak és több százan megsebesültek. Másnap összegyűlt többezres tömeg a monarchia megdöntésére szólította fel a szimpatizánsokat és az uralkodó távozást követelték.)[66][67]
  - A kelet-líbiai Bengázi központjában a rendfenntartó erők éles lőszerrel lőnek a tiltakozók közé.[68]
  - A jemeni Ádenben hárman meghalnak és tizenkilencen megsebesülnek a rendőrök és a 32 éve hatalmon lévő Ali Abdalláh Száleh elnök távozását követelő tüntetők összecsapásaiban.[69]
- február 18.
  - Líbiában lekapcsolják az internetszolgáltatást, azzal a céllal, hogy megakadályozzák a világháló közösségi oldalain szerveződő tiltakozások folytatását. Közben a biztonsági erők 35 embert megölnek meg Bengázi városában.[70]
  - Hamad ibn Ísza Ál Halífa bahreini király utasítást ad arra, hogy a kormány kezdjen párbeszédet a tüntetőkkel, Szalmán trónörökös erre minden jogkört megkapott.[71]
  - Az első, még békésen lezajló tüntetés Szíriában, amelyben az összegyűlt tömeg egy üzlettulajdonos rendőrök általi megverése ellen tiltakozott.
- február 19. – A jemeni rohamrendőrök a tüntetők közé lőnek Szanaában. (Egy demonstráló meghalt, öten megsebesültek.)[72]
- február 20.
  - Tartományi választások Hamburgban.[73]
  - A kelet-líbiai Bengázi városát a felkelőknek sikerült uralmuk alá hajtani. A harcok összesen 445 halálos áldozattal jártak. Ugyanezen a napon több líbiai városban is tüntetések kezdődtek, többek között a fővárosban, Tripoliban is.
  - A koszovói parlament – az ellenzéki bojkott ellenére, a harmadik fordulóban – elnökké választja Behgjet Pacollit.[74]
- február 21.
  - Az országgyűlési képviselők 286 igen szavazattal, 60 nem ellenében elfogadják a jegybanktörvény módosítását, melynek értelmében a Monetáris Tanács új tagjait a gazdasági bizottság jelölése alapján az Országgyűlés választja meg hat évre. (A korábbi renddel szemben nem a miniszterelnök és a jegybankelnök jelöl 2-2 tagot kinevezésre a köztársasági elnöknek, hanem mind a négy tagot a parlament gazdasági bizottsága jelöli az országgyűlésnek.)[75]
  - Kadhafi első ízben beveti a légierőt is a felkelők elleni harcban. A nap folyamán a Líbiai Légierő két Mirage típusú harci repülőgépe váratlanul leszáll a máltai nemzetközi repülőtérre, és a pilóták politikai menedéket kérnek.[76]
- február 22.
  - Egyiptomban átalakítják a január 29-én Ahmed Safik vezetésével alakult kabinetet, amelybe most – évtizedek óta először – függetlenek és ellenzéki pártok tagjai is bekerültek. (A tizenegy új miniszter még ugyan ezen a napon le is tette a hivatali esküt a legfelső katonai tanács előtt.)[77]
  - Összeül az ENSZ Biztonsági Tanácsa,[78] és az Arab Liga, hogy megvitassa a líbiai helyzetet.[79]
  - Szíriában nagyarányú Kadhafi-ellenes tüntetésre került sor a líbiai nagykövetség előtt, a szír biztonsági erők szétverték azonban erőszakkal feloszlatták a tömeget.
- február 25. – Tripoliban a líbiai hadsereg legyőzi a felkelőket és kiszorították őket a városból.
- február 26. – Az Az Egyesült Nemzetek Szervezete Biztonsági Tanácsa határozatban ítélte el,  hogy Moammer Kadhafi halálos seregeket küldött a 2011-es líbiai felkelésben részt vevő tüntetők ellen.

### Március
- március 1. – Polgárháborúvá fajult a líbiai felkelés.
- március 6. – A dél-szíriai Deraa városban a rendfenntartó erők a tüntetők közé lőnek, melynek következtében négy ember meghalt. A tömeg válaszul felgyújtja a kormányzó Baasz Párt irodáit.
- március 7. – Líbiában a kormányerők megállítják a felkelők előrenyomulását és nagy arányú ellentámadást indítanak. Bengáziban a líbiai ellenzék megalakítja a Líbiai Nemzeti Tanácsot.
- március 10. – A dalai láma, Tendzin Gyaco lemond a tibeti emigráns kormány vezetéséről, átadva a miniszterelnöki (kalon tripa) posztot Lobsang Sangaynek.[80]

- március 11.
  - A Japánban valaha mért legnagyobb, 9-es[81] erősségű földrengés rázza meg a szigetország északkeleti partvidékét, melynek epicentruma 125 kilométerre volt az ország keleti partjaitól,[82] Szendai várostól nem messze. A hatóságok 10 m magas hullámra vonatkozó cunamiriadót rendelnek el. (A katasztrófa több ezer áldozatot követelt[83] és az anyagi kár – elsősorban a rengést követő cunami következtében – hatalmas.)[84]
  - Deraa-ban a szír biztonsági erők éles lőszert használva támadnak a tüntetőkre. (A lövöldözésben legkevesebb öt ember meghalt.)
- március 14. – Beterjeszti az Országgyűlés elé alkotmányjavaslatát a Fidesz-KDNP-frakciószövetség. (A „Magyarország Alaptörvénye” című indítványt a két frakcióvezető, Lázár János és Harrach Péter adta át a parlament főtitkárának.)[85]
- március 15.   A Nemzeti Múzeum előtt tartott ünnepségen Orbán Viktor hangsúlyozza Magyarország függetlenségét.

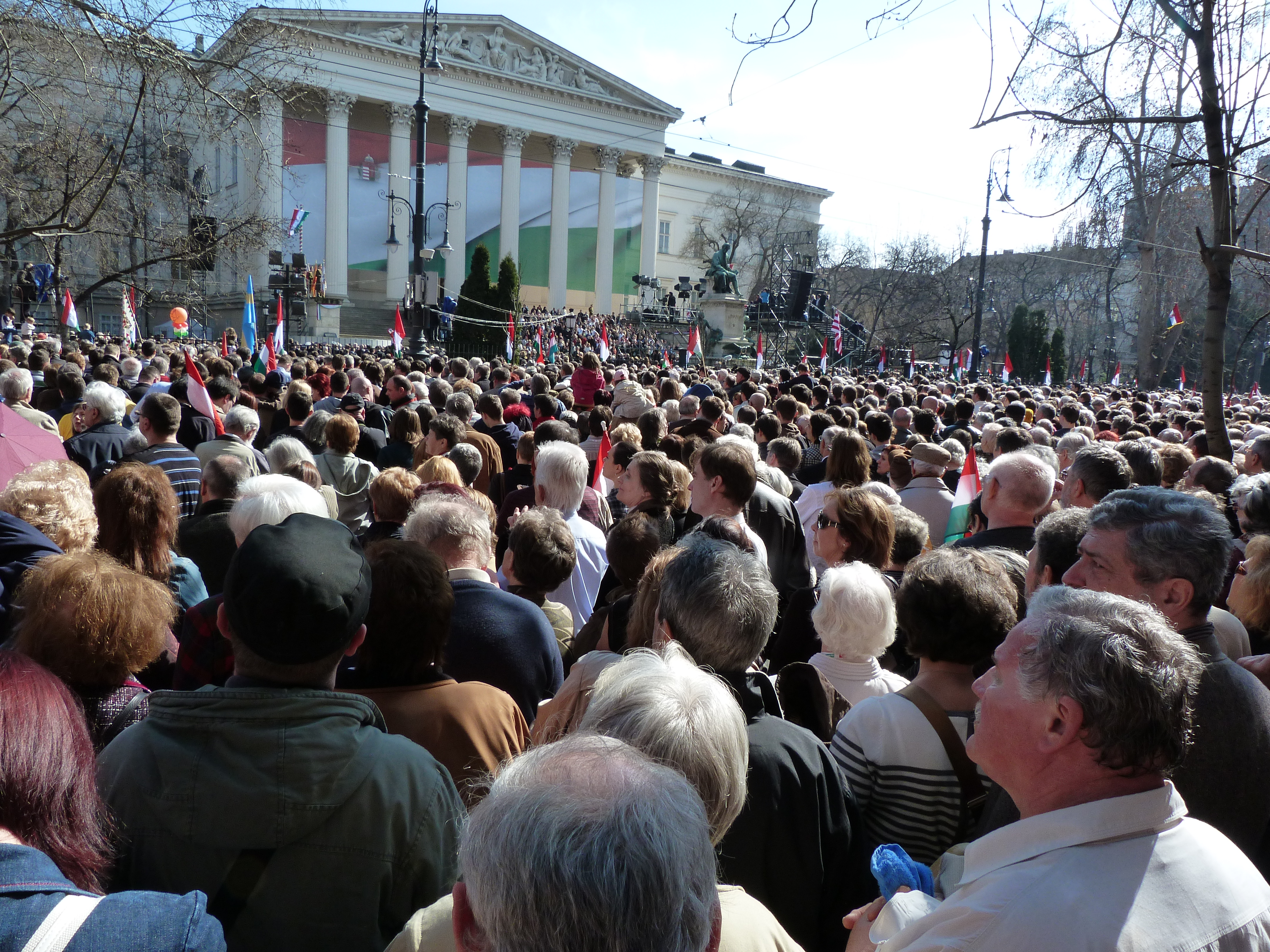
Orbán Viktor beszéde a Nemzeti Múzeumnál – 2011. március 15-én

- március 15. – Budapesten az Erzsébet híd pesti hídfőjénél tizenötezres tömeg tüntet a sajtószabadságért aggódva, az új médiaszabályozás apropóján. A felszólalók között volt Adam Michnik, a lengyel Gazeta Wyborcza főszerkesztője is.[86]
- március 17. – A líbiai hadsereg eléri a felkelők fellegvárának számító Bengázit és megkezdte a város bombázását.
- március 18. – az Országgyűlés döntése értelmében a ferihegyi légikikötő új megnevezése Budapest Liszt Ferenc nemzetközi repülőtér[87]
- március 19. – A Francia Légierő csapást mér líbiai célpontokra, miután az európai, arab és afrikai országok vezetői Párizsban döntöttek arról, hogy, katonai erővel is hajlandóak érvényt szerezni a Biztonsági Tanács határozatának –  amely teljes repülési tilalmat rendelt el és katonai beavatkozásra is felhatalmazta az ENSZ tagállamait – a líbiai polgári lakosság védelme érdekében.[88]
- március 20.
  - Az ellenzék nyomása alatt álló Ali Abdullah Szaleh jemeni elnök leváltja a kormányt.[89] Ennek hatására Ali Mohszen al-Ahmar, az egyik páncélos hadosztály parancsnoka bejelentette, hogy alakulatával együtt átáll az ellenzék oldalára.
  - Hajnalban kezdetét veszi a nemzetközi 2011-es líbiai intervenció Kadhafi líbiai diktátor hadereje ellen.
- március 21. – a líbiai felkelők a szövetséges légierő támogatásával beveszik Adzsdábija várost. A csata közben műszaki hiba miatt lezuhant egy amerikai F–15 vadászgép, a két pilótának sikerült időben katapultálni.
- március 22. – Elsőfokon négy év börtönre ítéli hivatali befolyással üzérkedés miatt Szabó Jánost, a Zrínyi Miklós Nemzetvédelmi Egyetem egykori rektorát a Fővárosi Bíróság.[90]
- március 23. – A Fővárosi Közgyűlés törli Budapest díszpolgárai közül Sztálint (aki egyébként már régóta nem is díszpolgára Budapestnek[91]) és további nyolc személyt. (A töröltek között van báró Julius Jacob von Haynau osztrák hadvezér, Jellasics horvát bán, Windisch-Grätz osztrák császári és királyi tábornagy, Alexander Bach osztrák belügyminiszter, Karl Geringer császári biztos, Karl Ludwig Grünne osztrák tábornok, császári főhadsegéd és Ivan Paszkievics.)[92]
- március 25. – A szíriai Deraa-tól 40 km-re fekvő szanamejni tüntetésen 20 főt lőnek agyon a biztonsági erők. (Deraa-ban 44 főre emelkedik a szíriai zavargások halálos áldozatainak száma.)
- március 27. – a líbiai felkelők jóformán harcok nélkül beveszik Rasz Lanúf, Bin Dzsávád és Brega városokat.
- március 29. – A kormányellenes tüntetések hatására lemondott a szír kormányfő, Muhammad Nádzsi al-Otari.
- március 29.
  - Szegeden befejeződik a Krausz-ház tatarozása.
  - A koszovói alkotmánybíróság alkotmányellenesnek minősíti az ország államfőjének, Beghjet Pacolli megválasztását, aki másnap távozik hivatalából.[74]
  - A líbiai hadsereg ellentámadásba lendülve visszafoglalja a felkelőktől Bin Dzsávád és Rasz Lanúf városokat.
- március 31.
  - A szíriai Latakiában újabb 25 embert lőnek le a szír rendfenntartók.
  - A NATO átvette a Moammer Kadhafi líbiai diktátor hadereje elleni szövetséges hadművelet irányítását.

### Április
- április 3. – Bassár el-Aszad szíriai elnök Ádel Szafar politikust bízza meg kormányalakítással.
- április 4. – Szomáliai politikusok egy új államot kiáltanak ki Azánia néven, az ország nemzetközileg elismert területén.[93]
- április 8. – A Magyar Demokrata Fórum hivatalosan is felvette a Jólét és Szabadság Demokrata Közösség nevet.[94]
- április 9. – XVI. Benedek pápa Udvardy Györgyöt nevezi ki a Pécsi egyházmegye élére.[95]
- április 9. – Az Európai Szakszervezeti Szövetség (ETUC) tüntetése Budapesten.

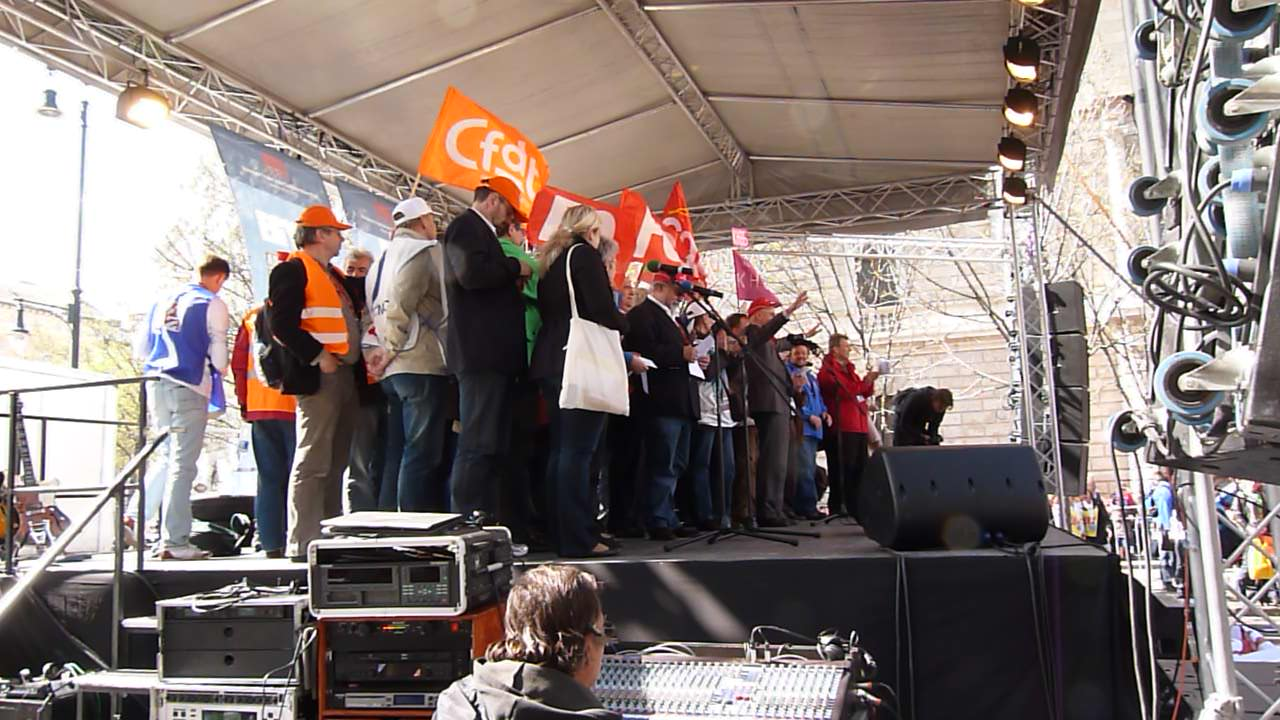
John Monks elnök felszólalása az ETUC demonstráción – 2011

- április 10. – A perui elnökválasztás első fordulója.[96]
- április 11. – Ismeretlenek robbantást hajtanak végre a minszki metróban. (A detonációban 12 fő életét vesztette, 149-en megsérültek.)[97]
- április 15–19. – A budapesti Eötvös József Gimnázium megrendezi a Budapest International Model United Nations – BIMUN 2011 nevű nemzetközi Diák-ENSZ konferenciát.
- április 17. – Szoros eredménnyel záruló parlamenti választások Finnországban; a kormányzó jobbközép Nemzeti koalíciós Párt (miniszterelnök-jelölt: Jyrki Katainen a szavazatok 20,4 százalékát, az ellenzéki szociáldemokraták 19,1, a nacionalista, EU- és bevándorlásellenes Igazi Finnek pedig 19 százalékot szereztek.[98]
- április 18. –  Az Országgyűlés – 262 igen és 44 nem szavazattal, egy tartózkodás mellett – elfogadja az új alkotmányt.[99]
- április 21.
  - Bassár al-Aszad szíriai elnök feloldja a csaknem ötven éve érvényben levő szükségállapotot és lehetőséget ígért békés tüntetések tartására is. A szíriai ellenzék ennek letesztelésére nagyarányú demonstrációt hirdetett meg, amelyet a szír rendfenntartók véresen szétvertek, 103 ember halálát okozva. Schmitt Pál üdvözli az új alkotmány aláírását ünneplőket

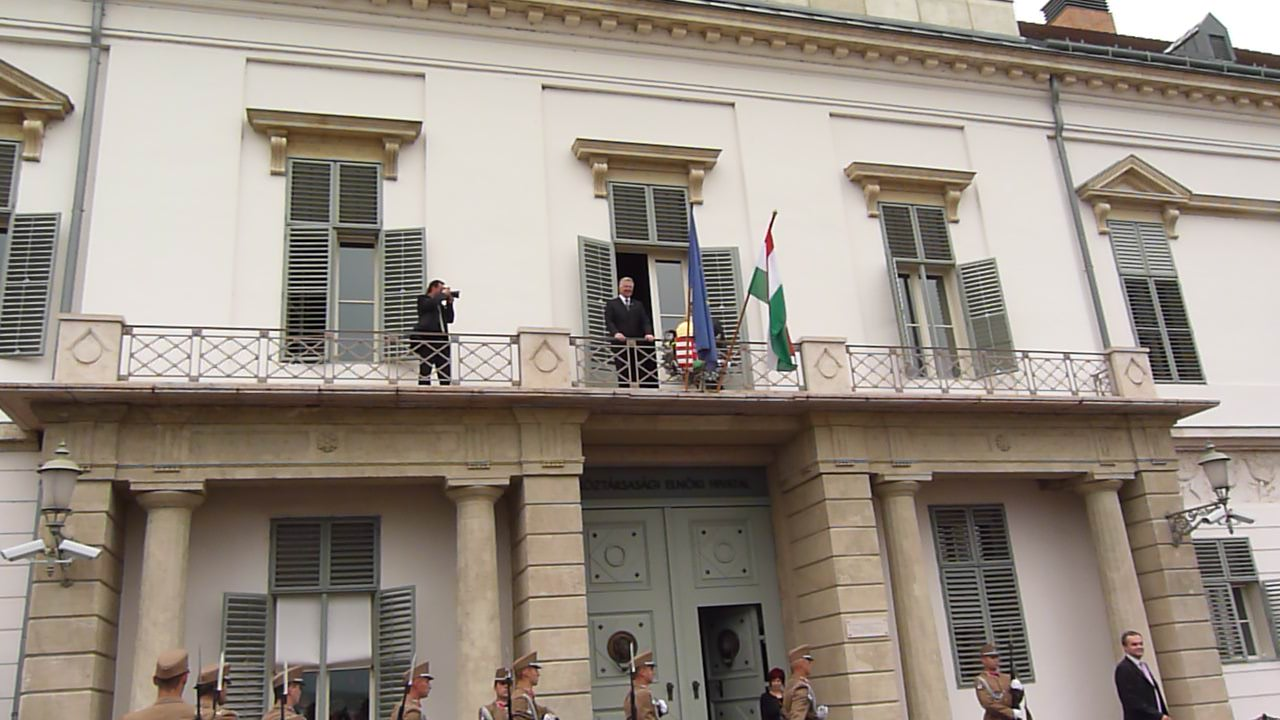
Schmitt Pál üdvözli az új alkotmány aláírását ünneplőket

  - Líbiai felkelők ellenőrzésük alá vonják a tunéziai-líbiai határ mentén fekvő Vázzin átkelőhelyet.
- április 25.
  - Schmitt Pál köztársasági elnök a Sándor-palotában aláírja a parlament által egy héttel korábban elfogadott új alkotmányt, amely 2012. január 1-jén lép hatályba.[100]
  - Juliusz Janusz pápai nuncius Pécsett beiktatja megyés püspöki székébe Udvardy Györgyöt.[95]
  - A Magyar Honvédség átveszi a magyar Szent Korona és a koronázási jelvények teljes körű őrzését.[101]A friss házasok, Vilmos walesi herceg és Katalin walesi hercegné röviddel az esküvő után

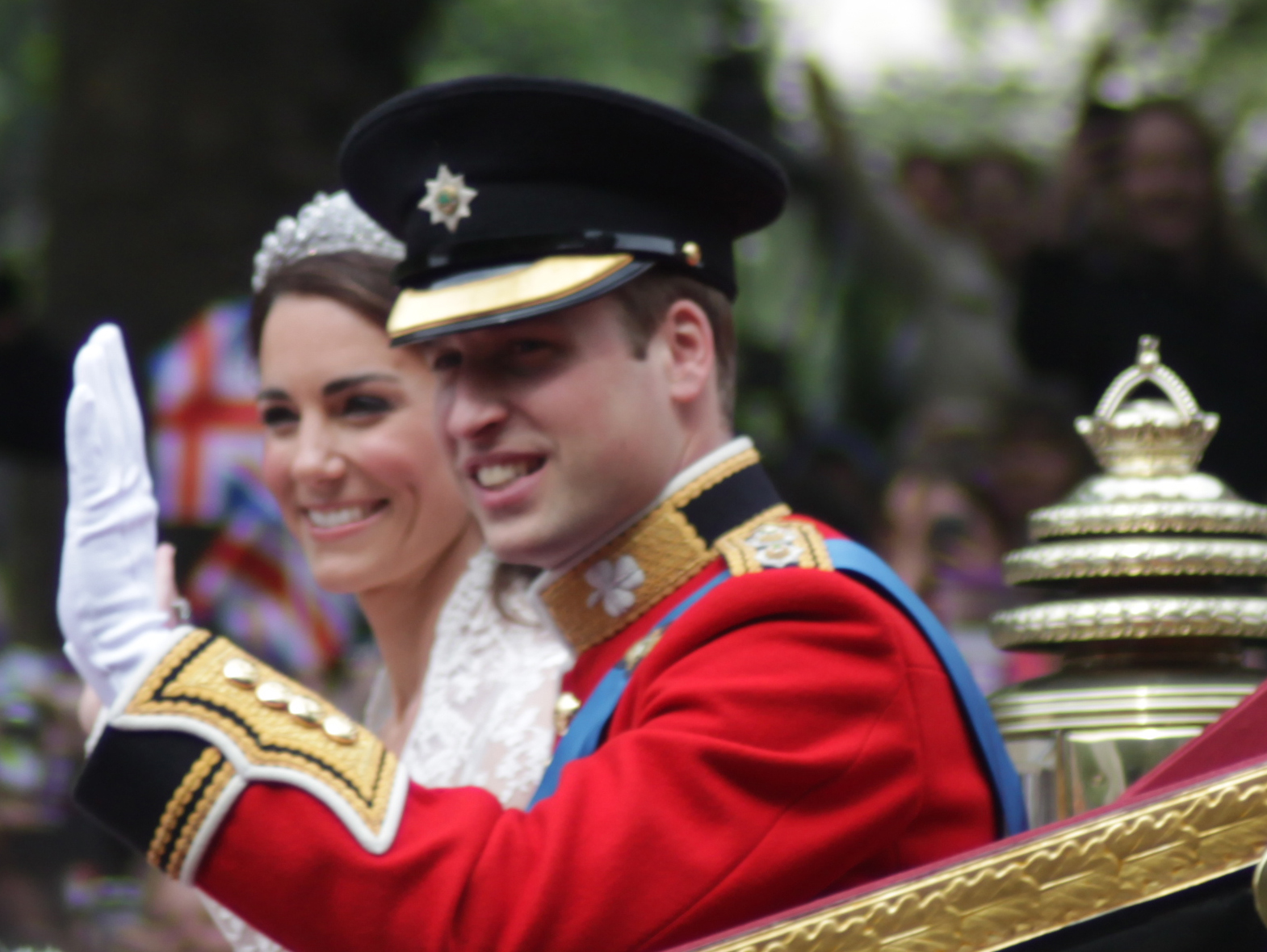
A friss házasok, Vilmos walesi herceg és Katalin walesi hercegné röviddel az esküvő után

  - Szíriai páncélos alakulatok szállják meg Deraa városát, ahonnan a rendszerellenes lázadás kiindult.
- április 27. – A budapesti városvezetés számos közterületet át-, illetve visszanevezett, köztük a Moszkva teret (Széll Kálmán tér), a Köztársaság teret (II. János Pál pápa tér), a Roosevelt teret (Széchenyi István tér). Az 1991-1992-es névcserék óta példátlan átnevezési hullámban a megmaradt kommunista utcanevek nagy része eltűnt, a Kádár-korszak több számkivetettje kapott utcát vagy más közterületet.[102]
- április 29.
  - Házasságot köt Vilmos walesi herceg és Katalin walesi hercegné a londoni westminsteri apátságban.[103] Az eseményt mintegy kétmilliárd ember követi világszerte.[104]
  - Kadhafi hadserege a tunéziai határ mentén zajló harcok során betör Tunéziába, az ottani határőrség azonban visszakényszeríti a határ líbiai oldalára.

### Május
- május 1.
  - A vatikáni Szent Péter-bazilika előtti téren boldoggá avatják II. János Pál pápát. A szertartást XVI. Benedek pápa végzi el. Az eseményre több mint egymillió ember gyűlik össze. (A boldoggá avatáson Orbán Viktor miniszterelnök és Tarlós István, Budapest főpolgármestere is részt vett.)[105]
  - Németország és Ausztria megnyitják munkaerőpiacaikat az EU-hoz 2004-ben csatlakozott országok (köztük Magyarország) állampolgárai előtt.[106]
- május 2. – Amerikai katonák csapást mérnek Oszáma bin Láden rejtekhelyére a pakisztáni főváros, Iszlámábád közelében, és végeznek a terroristavezérrel.
- május 3. – Újabb hároméves ciklusra az MTA elnökének választják Pálinkás Józsefet.[107]
- május 4. – A portugál ügyvivő kormány megállapodik az Európai Unióval és a Nemzetközi Valutaalappal (IMF) egy, az országnak nyújtandó 78 milliárd eurós mentőcsomagról.[108]
- május 6. – A rendszerellenes tüntetők elleni mészárlások hatására az ENSZ szankciókat vezet be a szíriai vezetés ellen. Ugyanezen a napon a szíriai hadsereg tankokkal szállta meg Banjasz városát.
- május 7.
  - Hatályba lép a büntető törvénykönyv kiegészítése, amely szerint a jövőben három évig terjedő szabadságvesztéssel büntethető az, aki mással szemben valamely nemzeti, etnikai, faji, vallási csoporthoz, illetve a lakosság egyes csoportjaihoz tartozása vagy vélt tartozása miatt olyan, kihívóan közösségellenes magatartást tanúsít, amely riadalmat kelthet. (Emellett a Btk. kiegészült a közbiztonsági tevékenység jogellenes szervezésére vonatkozó paragrafussal, amely rögzíti, hogy aki olyan, a közbiztonság, a közrend fenntartására irányuló tevékenységet szervez, amelyre jogszabály nem jogosítja fel, vagy a közbiztonság, a közrend fenntartásának látszatát keltő tevékenységet szervez, vétséget követ el, és két évig terjedő szabadságvesztéssel büntetendő.)[109]
  - Líbiai tüzérségi lövedékek csapódtak be a határ mentén fekvő tunéziai Dehibat városba. A támadásban egy civil megsebesült.
- május 11. – 5,1-es erősségű földrengés pusztít Spanyolország délkeleti részén, Lorca város közelében. A földrengésben 9-en életüket vesztik, több mint 20 ezer ház megrongálódik. (A katasztrófát körülbelül huszonnyolc utórengés követte.)[110]

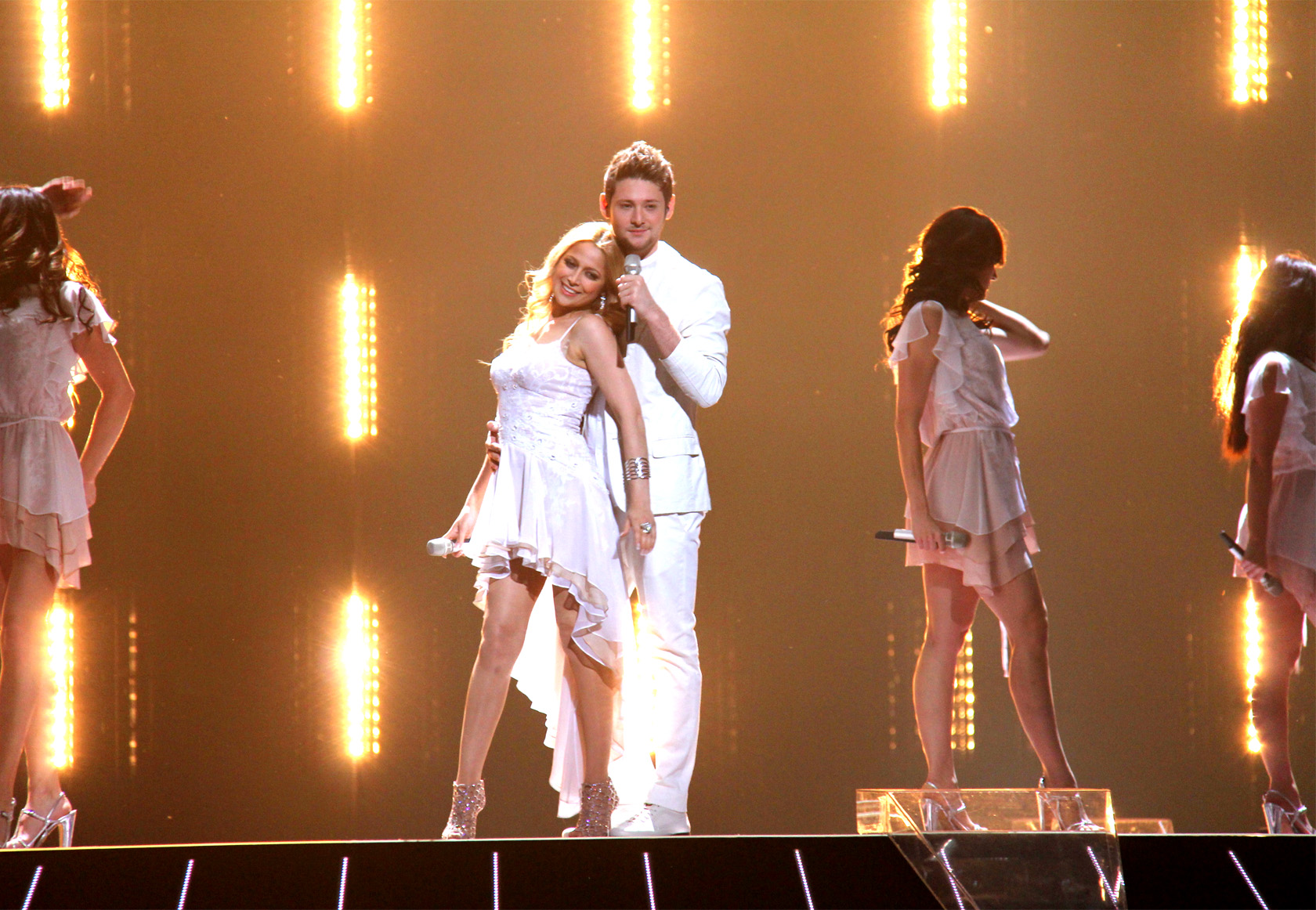
A 2011-es Eurovíziós Dalfesztivál győztes duója Ell/Nikki (Running Scared)

- május 14. – Az Ell és Nikki által képviselt Azerbajdzsán megnyeri az 56. Eurovíziós Dalfesztivál Düsseldorfban. Második helyen végez Raphael Gualazzi, a tizenhárom év után visszatérő Olaszország színeiben, a harmadik helyezést Eric Saade (Svédország) kapja meg. A hazai induló, Wolf Kati a 22. helyen végez a fesztivál 25 fős döntőjében.
- május 16.
  - Luis-Moreano Ocampo, a Nemzetközi Büntetőbíróság (ICC) ügyésze bejelenti, miszerint a líbiai polgári lakossággal szembeni támadások során elkövezett emberiség elleni bűncselekmények miatt elfogató parancs kiadását kezdeményezte Moammer Kadhafi líbiai vezető és fia, Szajf al-Iszlám, valamint Abdullah asz-Szenuszi, a líbiai hírszerzés főnöke ellen.[111]
  - A New York-i rendőrség őrizetbe veszi az IMF vezérigazgatóját, Dominique Strauss-Kahnt, akit a manhattani Sofitel szálloda szobalánya feljelentett, hogy az elnöki lakosztályban megerőszakolta. A házi őrizetbe került Kahn a vádakat tagadta, de az IMF vezetéséről lemondott, politikusi és pénzügyi karrierje véget ért.[112]
- május 17. – Életét veszti két magyar katona – Róth Orsolya őrmester és Dálnoki András szakaszvezető – az afganisztáni Baglán tartományban, Mazár-e Sariftól 15 kilométernyire, egy közúti balesetben; négy másik társuk megsérül. (Az MH PRT öt járműből álló konvoja logisztikai szállítási feladatot hajtott végre, amikor egy afgán jármű egy mellékútról a főútra hajtott. Az M-RAP MaxxPro típusú speciális, aknák elleni védelemmel ellátott, páncélozott személyszállító gépjármű vezetője balra rántotta a kormányt, és az útpadka ezután megdobta a gépjárművet, amely emiatt elvesztette egyensúlyát, és felborult.)[113]
- május 19. – Hazaszállítják az afganisztáni közúti balesetben megsérült négy magyar katonát, akiknek az ápolását a MH Központi Honvédkórház-Állami Egészségügyi Központban kezdték meg.[114]
- május 23–28. – A legnagyobb jemeni törzs, a Hasid – amelyet Ali Mohszen al-Ahmar páncélosalakulata is támogat – és Ali Abdullah Száleh elnök csapatai közt fegyveres konfliktus kezdődött a fővárosban, Szanaa-ban, amelynek végül egy fegyverszüneti megállapodás vetett véget.
- május 26.
  - A szerb biztonsági szolgálat letartóztatja a vajdasági Nagybecskerek közelében található Lázárföldön, egyik rokona családi házában Ratko Mladicsot, az egykori boszniai szerb hadsereg népirtással vádolt főparancsnokát.[115]
  - A magyar állam megállapodott az orosz Szurgutnyeftyegazzal, hogy 1,88 milliárd euróért megvásárolja a MOL részvényeinek 21,22%-át. A vásárlást július 7-én lezárták.[116]
- május 26–27. – A világ legfejlettebb országait és Oroszországot tömörítő G8-ak csúcstalálkozója a franciaországi Deauville-ben, melynek középpontjában az arab világban zajló 2010/2011-es változások állnak.[117]
- május 29. – 80 éves korában meghal Mádl Ferenc, a harmadik magyar köztársaság második köztársasági elnöke.[118]
- május 30. – Jemeni rendfenntartók Taiz városban a tüntető tömegre támadtak, 20 ember halálát okozva. Erre válaszul a Hasid törzs felmondta a két napja kötött fegyverszüneti megállapodást és támadást indított a kormánycsapatok, valamint a főbb kormányzati épületek ellen. Egy rakétatámadásban Ali Abdullah Száleh elnök is súlyosan megsebesült, Szaúd-Arábiába vitték kezelésre, ahonnan csak szeptember 23-án tért haza.
- május 31. – A belgrádi hatóságok kiadják a hágai Nemzetközi Törvényszéknek a háborús bűncselekményekkel vádolt volt boszniai szerb hadseregparancsnokot, Ratko Mladicsot.[119]

### Június
- június 3. – Orbán Viktor Tiranában tárgyal Sali Berisha albán kormányfővel Albánia Európai Unióhoz való csatlakozásáról, majd az egyetemen tartott előadást az Európai Unió és a Balkán kapcsolatáról.[120]
- június 4.
  - A trianoni megemlékezések keretében Magyarországon 14 településen 29 rovásos helynévtáblát avatnak.[121]
  - Kitör a chilei Puyehue vulkán, számos légi járatot törölnek Dél-Amerikában, Új-Zélandon és Ausztráliában. (A katasztrófa miatt mintegy 3000 embert kellett evakuálni.)[122]
  - A szíriai kormány közlése szerint Dzsiszr-es-Szugúr városában felkelők 120 rendfenntartóval végeztek, ennek megbosszulására a hadsereg nagyarányú hadműveletbe kezdett a város ellen, nehéztüzérséget, helikoptereket és harckocsikat is bevetve. A támadás elől több mint ötezer szíriai menekült át Törökországba.
- június 5.
  - Előrehozott parlamenti választásokat tartanak Portugáliában,[123] melyet a Pedro Passos Coelho vezette jobbközép Szociáldemokrata Párt nyer meg.[124]
  - A baloldali Ollanta Humala volt alezredes nyeri 51,5 százalékkal a perui elnökválasztás második fordulóját.[125]
- június 8. – Az IPv6-világnap keretében megtörténik az új generációs internetprotokollra történő átváltás első nagyszabású, nyilvános tesztje.[126]
- június 14. – a líbiai lázadók döntőnek szánt offenzívát indítanak Brega városa ellen, de ez a kormánypárti hadsereg tüzében véresen összeomlott.
- június 19. – A szíriai ellenzék líbiai mintára Átmeneti Nemzeti Tanácsot alapított.
- június 23. – Életfogytig tartó fegyházra ítéli a Cozma-gyilkosság első- és másodrendű vádlottját, Raffael Sándort és Németh Győzőt első fokon a Veszprém Megyei Bíróság. (A harmadrendű vádlott, Sztojka Iván húsz évi fegyházbüntetést, Pál Gábor negyedrendű öt évet, míg Bihari Csaba ötödrendű és Gergely Péterné hatodrendű vádlott négy évet kapott. Antalik László hetedrendű vádlottat két év nyolc hónap börtönre ítélték.)[127]
- június 24–25. – Ven Csia-pao, a Kínai Köztársaság miniszterelnöke hivatalos látogatást tesz Magyarországon, melynek során tucatnyi fontos gazdasági megállapodást írnak alá a két ország között. Orbán Viktor és Ven Csia-pao közös sajtóértekezletükön új szövetségesi viszonyról, áttörésről beszélnek a két ország közötti kapcsolatokban.[128]
- június 25. – Kína-Közép-Kelet-Európa Találkozó Budapesten.[129]
- június 27. – Elfogadják a magyar egészségügy teljes strukturális átszervezését irányozó Semmelweis-programot,[130] melynek elemeként 2012. január 1-jével a fővárosi és megyei önkormányzatok kórházai állami tulajdonba kerülnek.[131]
- június 30. – Az 1318 kilométer hosszú Peking–Sanghaj nagysebességű vasútvonalat átadják a forgalomnak, amely így a leghosszabb egyben átadott nagysebességű vasútvonal a világon.[132]

### Július
- július 1.
  - Lengyelország tölti be az Európai Unió soros elnöki tisztét, december 31-éig.[133]
  - A kormány megszünteti a 2010. október 12-én[134] átvett MAL Magyar Alumínium Termelő és Kereskedelmi Zrt. irányítását, a Magyar Állam nevében eljáró Bakondi György kormánybiztost Semjén Zsolt miniszterelnök-helyettes felmenti tisztségéből.[135] A 2010. október 6-án kihirdetett vészhelyzetet a kormány feloldja.[136]
  - Polgári szertartással házasságot köt II. Albert monacói herceg és Charlene Wittstock dél-afrikai úszónő.
- július 2. – Egy nappal a polgári esküvő után a monacói hercegi palotában egyházi szertartással is megpecsételik II. Albert monacói herceg és Charlene Wittstock dél-afrikai úszónő házasságát. (Az egyházi esküvőn részt vevő mintegy 800 vendég között volt Roger Moore színész, Naomi Campbell modell, Giorgio Armani divattervező, valamint Nicolas Sarkozy francia elnök is.)[137]
- július 3.
  - A szatmárnémeti római katolikus székesegyház előtti téren boldoggá avatják Scheffler János szatmári megyés püspököt.  Az eseményen mintegy tízezer ember vesz részt. (A boldoggá avató határozatot Angelo Amato bíboros, a Szenttéavatási Ügyek Kongregációjának prefektusa olvasta fel.)[138]
  - Parlamenti választásokat tartanak Thaiföldön. Az ellenzéki Pheu Thai Párt abszolút győzelmet arat, mely az 500 mandátumból 265-öt szerez meg. A leköszönő Demokrata Párt 159 képviselőt küldhet a parlamentbe. (A választási részvétel közel 75 százalékos volt.)[139]
- július 4. – A bajorországi Pöckingben található otthonában meghal Habsburg Ottó  politikus, közíró, az Európai Parlament volt tagja, az utolsó Habsburg-trónörökös.[140]
- július 6.
  - Megalakul az új török kormány, az európai uniós ügyeknek külön minisztert választanak. Az új kabinetben hat miniszteri széknek lesz új gazdája, három miniszter pedig új tárcát kap. (Az európai uniós ügyek minisztere az eddigi csatlakozási főtárgyaló, Egemen Bagis lett.)[141]
  - Jacques Rogge, a Nemzetközi Olimpiai Bizottság elnöke a dél-afrikai Durbanben zajló 123. NOB-ülés keretében bejelenti, hogy a 2018. évi téli olimpiai játékokat a dél-koreai Phjongcshang rendezheti meg. (A pályázat során München és Annecy maradt alul a dél-koreai várossal szemben.)[142]
- július 9. – A januárban tartott népszavazás eredményének köszönhetően kikiáltják az Afrika keleti részén található Dél-Szudán függetlenségét Szudántól, amely így a világ 196. független állama lesz. (Az új ország első elnöke Salva Kiir Mayardit lett.)[143]
- július 10. – A piacvezető brit bulvárlap, a News of the World megjelenését Rupert Murdoch tulajdonos beszüntette, mivel a lap körül július 5-én kirobbant mobiltelefon-lehallgatási botrány lavinát indított el, az óriási politikai és társadalmi felháborodást mellett a lap több munkatársát is őrizetbe vették.[144][145]
- július 11. – A 2011. évi C. törvény elfogadásával az Országgyűlés 2012. január 1-jétől mintegy 300 felekezetet megfoszt egyházi státusától, mindössze 14 egyházat ismerve el tételesen.[146]
- július 12. – Az Országgyűlés elfogadja az új egyházügyi törvényt, amellyel tizennégy egyházat és vallásfelekezetet ismert el. (A jogszabály a következő egyházakat ismeri el: Magyar Katolikus Egyház, Magyarországi Református Egyház, Magyarországi Evangélikus Egyház, Magyarországi Zsidó Hitközségek Szövetsége, Egységes Magyarországi Izraelita Hitközség, Magyarországi Autonóm Orthodox Izraelita Hitközség, Budai Szerb Ortodox Egyházmegye, Konstantinápolyi Egyetemes Patriarchátus – Magyarországi Ortodox Exarchátus, Magyarországi Bolgár Ortodox Egyház, Magyarországi Román Ortodox Egyházmegye, Orosz Ortodox Egyház Magyar Egyházmegyéje, Magyar Unitárius Egyház Magyarországi Egyházkerülete, Magyarországi Baptista Egyház, Hit Gyülekezete.[147] December 19-én a törvényt teljes egészében megsemmisítette az Alkotmánybíróság.)[148]
- július 20. – A vajdasági Újvidéktől délre elterülő Fruska Gora hegységben a szerb hatóságok letartóztatják a hágai Nemzetközi Törvényszéken megvádolt utolsó szerb háborús bűnöst, Goran Hadzsics egykori horvátországi szerb vezetőt. (A volt Jugoszláviában elkövetett háborús bűnöket vizsgáló Nemzetközi Törvényszék 2004-ben emelt vádat Goran Hadzsics ellen, amely szerint 1992 és 1994 között horvátok és más, nem szerb nemzetiségű emberek elűzésére és meggyilkolására adott parancsot, mint a Szerb Krajinai Köztársaság elnöke.)[149]
- július 21. – Az STS–135 repülés keretén belül az Atlantis űrrepülőgép sikeresen földet ér a Kennedy Űrközpont területén, ezzel véget ér a Space Shuttle, az Amerikai Egyesült Államok ember szállítására is alkalmas űrprogramja. (A mindössze 4 ős személyzet összesen 13 napot töltött az űrben.)[150]
- július 22.
  - A norvég Anders Behring Breivik kettős merényletet hajt végre Norvégiában. A támadásokban 76-an halnak meg. (A támadások során a férfi bombát robbantott az oslói kormányzati negyedben, a Regjeringskvartaletben, majd lövöldözést hajtott végre a Munkáspárt ifjúsági szervezetének táborában, Utøya szigetén.)[151][152]
  - Az Országgyűlés ezt a napot – a nándorfehérvári diadal 555. évfordulója tiszteletére – a „nándorfehérvári diadal” emléknapjává nyilvánítja.[153]
- július 23. – Villámcsapás következtében két vonat egymásba szalad a kínai Ningpo–Tajcsou–Vencsou-vasútvonalon, Vencsou közelében. (A katasztrófa mintegy 35-43 halálos áldozatot követelt.)[154]
- július 25. – A koszovói rendőrség különleges alakulatai megkísérelték elfoglalni az Koszovó és Szerbia közötti, a helyi szerb lakosság által ellenőrzött jarinjei és brnjaki határátkelőhelyet, szerb fegyveresek azonban megakadályozták őket ebben, rátámadva a rendőrségi gépjárművekre. A támadásban egy rendőr meghalt, hatan megsebesültek.
- július 28.
  - Szerb fiatalok rátámadtak a Koszovó és Szerbia közötti jarinjei határátkelőre és Molotov-koktélokkal felgyújtották azt.
  - Abdul-Fatáh Júnisz tábornokot, a líbiai lázadók főparancsnokát meggyilkolják.
  - Peruban beiktatják hivatalába az új elnököt, a júniusi választásokon győztes Ollanta Humalát.[155]
- július 30. – Az érdekegyeztetés átalakítása során megszüntetik az Országos Érdekegyeztető Tanácsot.[156] Helyébe a már csak javaslattételi lehetőséggel bíró Nemzeti Gazdasági és Társadalmi Tanács lépett.[157]
- július 31. – A szíriai hadsereg harckocsikkal támadást intézett a felkelés központjának számító Hama városa ellen. Az itteni ellenzéki tüntetők barikádokkal próbálták a katonák útját állni, de ezeket a tankok áttörték. Támadás indult Deir-ez-Zór város ellen is, amelyet felfegyverzett törzsi harcosok védenek a kormánycsapatokkal szemben. A vérontás miatti tiltakozásul Szaúd-Arábia, Kuvait és Bahrein megszakította diplomáciai kapcsolatait a szíriai vezetéssel.

### Augusztus
- augusztus 4. – Elégedetlen a román kormány költségvetés-kiigazításával, ezért benyújtja lemondását Cseke Attila román egészségügyi miniszter, akinek helyét augusztus 18-án Ritli László veszi át.[158]
- augusztus 5. – Őrizetbe veszik Julija Timosenko volt ukrán elnököt.[159] (Október 11-én első fokon hét év börtönbüntetésre ítéli a kijevi Pecserszki kerületi bíróság, aki a vád szerint 2009-ben visszaélt hivatalával, amikor a kormány jóváhagyása nélkül engedélyezte az orosz gáz magasabb áron vásárlásáról szóló szerződések aláírását.[160] Decemberben a Kijevi Fellebbviteli Bíróság másodfokon helybenhagyta az ítéletet.)[161]
- augusztus 6. – Zavargások törnek ki London Tottenham kerületében, miután egy intézkedés során a rendőrök megölik Mark Duggant, egy töltött maroklőfegyverrel felfegyverkezett jamaicai származású kábítószer-kereskedőt. (A zavargások átterjedtek a város egyéb kerületeire és az Egyesült Királyság más városaira is, ahol főleg fiatalok által elkövetett tömeges gyújtogatásokra, fosztogatásokra és egyéb erőszakos bűncselekményekre került sor.)[162][163][164]
- augusztus 9–14. – A budapesti Óbudai-szigeten megrendezik  Európa egyik legnagyobb könnyűzenei és kulturális rendezvényét, a Sziget Fesztivált. (Az eseményen mintegy 385 000 látogató vett részt. A rendezvényen olyan előadók léptek fel, mint Prince, a Motörhead, a Judas Priest, a The Prodigy, vagy a Thirty Seconds to Mars.)[165][166]
- augusztus 14. – A szíriai hadsereg tankokkal intézett támadást Latakia kikötőváros ellenzéki tüntetői ellen, a városra két hadihajó is tüzet nyitott.
- augusztus 15.
  - A líbiai felkelők elfoglalják a stratégiailag fontos az-Závija várost.
  - A Belügyi Közlöny – mint nyomtatott sajtótermék – megszűnik.[167]
- augusztus 16. – A líbiai felkelők kezére kerülnek Szurmán és Garján városok, ezzel sikerült teljesen bekeríteni a fővárost, Tripolit.

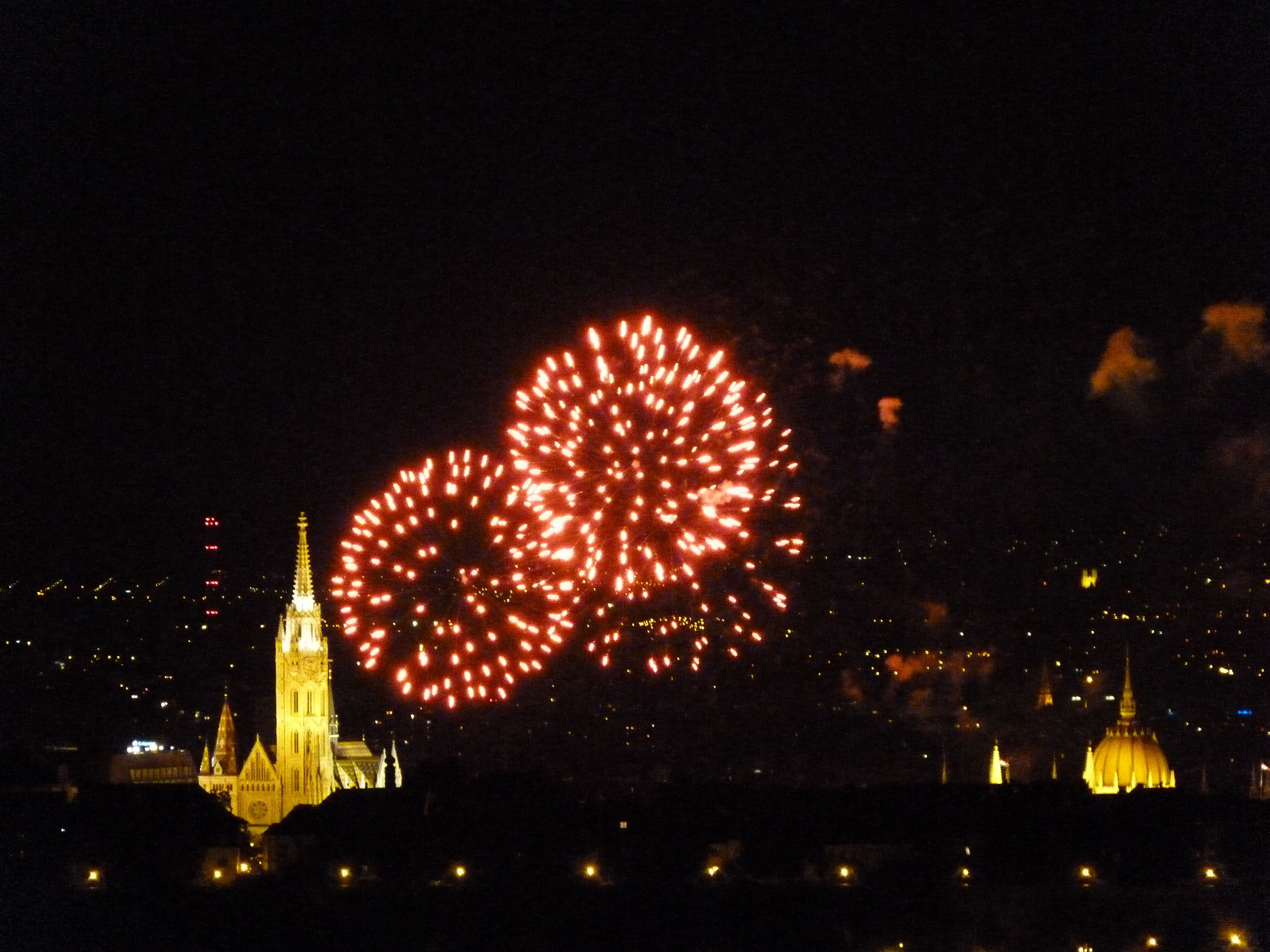
Tüzijáték Budapesten

- augusztus 20. – Tüzijáték Budapesten.
- augusztus 20. – Brazília győzelmével véget ér a Kolumbiában megrendezett 2011-es U20-as labdarúgó-világbajnokság. (A tornán a második helyet Portugália szerezte meg, míg a bronzérem Mexikó válogatottjáé lett.)[168]
- augusztus 20–28. – A líbiai felkelők elfoglalják a fővárost, Tripolit, Kadhafi ismeretlen helyre menekül.
- augusztus 20–29. – Az Irene hurrikán lecsap Közép- és Észak-Amerika egyes részeire, mintegy 10,1 milliárd dolláros kárt okozva. A hármas erősségű hurrikán következtében összesen 55 ember veszti életét. (Az érintett területek között volt a Kis-Antillák, Puerto Rico, Hispaniola, és a Bahama-szigetek térsége, valamint az Amerikai Egyesült Államok és Kanada keleti partvidéke.)[169]
- augusztus 27. – Elnöki választásokat tartanak Szingapúrban. A függetlenként induló korábbi miniszterelnök-helyettes, Tony Tan győz 745 693 szavazattal, szorosan vetélytársa, Tan Cheng Bock előtt. (A leadott szavazatok száma meghaladta a kétmilliót.)[170]
- augusztus 29. – A szíriai hadsereg ostrom alá vette Rasztan városát.
- augusztus 30. – A japán képviselőház 475 érvényes szavazatból 308 támogató szavazattal megszavazza a Demokrata Párt színeiben induló Noda Josihikót Japán miniszterelnökének. (A korábbi pénzügyminiszter a 6. lett ebben a posztban 2006 óta.)[171]

### Szeptember
- szeptember 1.
  - Megkezdi működését az Országos Hulladékgazdálkodási Ügynökség. Az állami tulajdonban lévő nonprofit társaság egyedüliként irányítja a jövőben a termékdíj-köteles hulladékok begyűjtését és újrahasznosítását.[172]
  - Életbe lép a magas só-, cukor- és koffeintartalmú, előrecsomagolt élelmiszerekre kivetett népegészségügyi termékadó (népszerű nevén: chipsadó),[173]
  - Az Alkotmánybíróság új elnöke Paczolay Péter.[174]
- szeptember 2.
  - 2–1-es győzelmet aratott a magyar labdarúgó-válogatott a svédek csapata ellen, így megmaradtak az esélyei annak, hogy kijussanak a 2012-es labdarúgó EB-re.
  - Átadhatják a Budapest Szíve program (ill. a Belváros Új Főutcája) II. szakaszát, a Belgrád rakpart, Március 15. tér, Dunakorzó vonalában, a Szabadsajtó úton, illetve a Károly körút Deák tér felé eső részén.[175]
- szeptember 4. – Véget ér a dél-koreai Teguban megrendezett 2011-es atlétikai világbajnokság. (A férfi 4 × 100 m váltóban a jamaicai csapat világrekordot döntött 37,04-es idejével. A magyarok egy ezüstérmet szereztek Pars Krisztián személyében.)

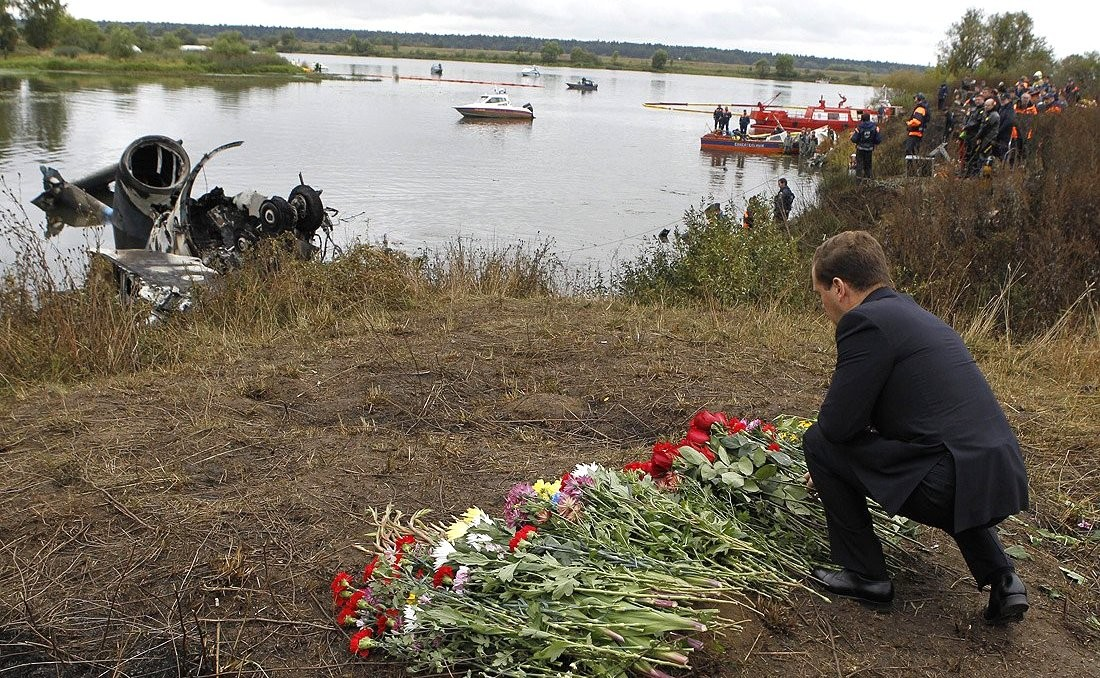
Dmirtij Medvegyev orosz elnök a jaroszlavli légi katasztrófa helyszínén

- szeptember 7. – Lezuhan az orosz Lokomotyiv Jaroszlavl jégkorongcsapat tagjait szállító repülőgép Jaroszlavl városa mellett. A 45 utasból a fedélzeten 43-an életüket vesztik. (A katasztrófa két túlélője később elhunyt a kórházban.)[176]
- szeptember 11. – Világszerte megemlékezéseket tartanak a 2001. szeptember 11-ei terrortámadások áldozatainak emlékére a katasztrófa tizedik évfordulóján. (New Yorkban megnyitották a Nemzeti Szeptember 11. Emlékhely és Múzeumot, mely a támadások legfőbb emlékhelye lett.)[177]
- szeptember 12. – Az Országgyűlés felfüggeszti Gyurcsány Ferenc országgyűlési képviselő, volt kormányfő mentelmi jogát,[178] akit hivatali visszaélés gyanúja miatt a Központi Nyomozó Főügyészség – a sukorói kaszinó-beruházással összefüggésben zajló büntetőügyben – gyanúsítottként hallgat ki október 3-án.[179]
- szeptember 16. – Koszovó ismét kifejezte szándékát, hogy határellenőrzést akar bevezetni két vitatott északi határátkelőjénél, erre válaszul a helybéli szerb lakosság elbarikádozta az oda vezető utakat, a KFOR katonái pedig szögesdrótokkal vették körül a jarinjei határátkelőt.
- szeptember 20. – A gazdasági viták miatt kezdeményezett bizalmi szavazáson  megbukik a szociáldemokrata Borut Pahor vezette szlovén kormány.[180] Az előrehozott választásokat december 4-re tűzték ki.
- szeptember 21. – A Fővárosi Közgyűlés visszavonja Kertész Ákos író budapesti díszpolgári címét és megfosztja Gergényi Péter volt budapesti rendőrfőkapitányt a Budapest-díjtól.[181]
- szeptember 23. – A beígért USA-vétó ellenére a Palesztin Hatóság nevében teljes jogú ENSZ-tagságért folyamodott Mahmúd Abbász elnök.[182]
- szeptember 25. – Az utolsó bikaviadalt tartják Katalóniában, miután a tartományi parlament betiltotta azt. (Az ősi játék tilalma 2012. január 1-jén lép életbe Katalóniában.)[183]
- szeptember 26. – Arab tavasz: Dezertált szíriai katonák Rijád al-Aszad tábornok vezetésével megalakítják a Szabad Szíriai Hadsereget, mely céljának tekinti a jelenlegi szíriai rezsim elleni harcot.[184]
- szeptember 27. – Szerbek támadtak az észak-koszovói, KFOR katonákkal ellenőrzött jarinjei határátkelő ellen, Molotov-koktélokat és egy csőbombát is bevetve. A katonák könnygázzal és gumilövedékkel válaszolták. Az összecsapásban négy katona és 16 támadó sebesült meg.
- szeptember 29.
  - Arab tavasz: A jemeni fővárosban, Szanaában súlyos harcok törnek ki a kormányt támogató Köztársasági Gárda és Ali Mohszen al-Ahmar dezertőr egységei közt, melynek során ágyúkat is bevetnek a szemben álló felek.[185]
  - A Góbi sivatagban lévő Csiu-csüen űrközpontból indított Hosszú Menetelés rakéta segítségével Kína Föld körüli pályára állítja Mennyei Palota elnevezésű űrállomásmodulját.[186]
- szeptember 30. – A jemeni védelmi minisztérium bejelenti, hogy megölték Anvar al-Avlakit, a jemeni Al-Káida vezetőjét, akit Oszáma bin Láden lehetséges utódaként tartottak számon.[187]

### Október
- október 1–31. – Népszámlálás Magyarországon.[188]
- október 3.
  - Éjszaka a Népligetben kigyullad és porig ég Kemény Henrik híres bábszínháza, az egykori Vurstli utolsó emléke.
- október 6.
  - Arab tavasz: Szíriai katonák menekülő ellenzékieket üldözve betörnek Libanon területére és agyonlőnek egy menekülőt.[189]
  - Tarlós István a szélsőjobbal közösséget vállaló Dörner Györgyöt nevezte ki a budapesti Új Színház élére. A kinevezést széles körű tiltakozó akciók követték belföldön és külföldön, melyek miatt Tarlós felszólította Dörnert, hogy ne foglalkoztassa majd Csurka Istvánt, a MIÉP volt elnökét – aki néhány hónap elteltével meghalt –, és Hátország Színházra sem engedte átnevezni az intézményt.[190][191]
- október 8. – Visegrádon közös tanácskozást tartanak a Visegrádi Együttműködés országainak államfői, ahol többek közt a négy ország kapcsolatairól és az atomenergia hasznosításáról beszélnek. (A találkozón Schmitt Pál magyar, Václav Klaus cseh, Bronisław Komorowski lengyel és Ivan Gašparovič szlovák elnök vett részt.)[192]
- október 9.
  - Az észak-koszovói, vegyes lakosságú Kosovska Mitrovicában szerb lakosok albánokkal csaptak össze, melynek során a szembenálló felek lőfegyvereket is bevetettek. A konfliktusban három szerb sebesült meg, közülük egy másnap belehalt sérüléseibe.
  - A kormányzó liberális Polgári Platform nyeri a lengyelországi választásokat; elsőként nyer egymás után két alkalommal egy párt a rendszerváltás óta. Második helyen az ellenzi, nemzeti konzervatív Jog és Igazságosság végzett, harmadik helyre meglepetésként a parlamentbe frissen bejutott Palikot Mozgalom jött be.[193]
- október 10. – Elfogadja az Országgyűlés a jövő év január 1-jén létrejövő Nemzeti Közszolgálati Egyetem finanszírozásáról, szervezetéről, működéséről, valamint a közigazgatási, rendészeti és katonai felsőoktatásról szóló törvényjavaslatot. (Az egyetem jogelődje a Zrínyi Miklós Nemzetvédelmi Egyetem, a Rendőrtiszti Főiskola és a Budapesti Corvinus Egyetem Közigazgatási Kara. Az új intézményt három miniszter irányítása alá tartozik, ez a közigazgatási és igazságügyi, a honvédelmi és a belügyminiszter.)[194]
- október 11.
  - Megbukik az Iveta Radičová vezette szlovák kormány, mert a parlament a bizalmi szavazással összekötött voksoláson nem szavazza meg az Európai Pénzügyi Stabilitási Eszköz (EFSF) jogköreinek bővítését.[195] (Két nappal később a javaslatot, az ellenzéki Irány-Szociáldemokrácia (Smer) támogatásával 114 igen, 30 nem és három tartózkodás mellett a szlovák parlament elfogadja.)[196]
  - Völner Pál infrastruktúráért felelős államtitkár átadja az első újjáépített Ipoly-hidat Ráróspuszta és Rárós között.[197]
- október 13. – Menesztik a szlovák törvényhozás elnökét, Richard Sulíkot, kinek pártja, a Szabadság és Szolidaritás (SaS) a négypárti kormánykoalícióban egyedüliként ellenezte az Európai Pénzügyi Stabilitási Eszköz kapacitásbővítését, és ami a kormány bukásához vezetett. (Helyét Pavol Hrušovský, a parlament eddigi kereszténydemokrata (KDH) alelnöke vette át.)[198]
- október 14. – Tűzeset a salgótarjáni csokoládégyárban
- október 15. – Távozik a Nemzeti Kulturális Alap éléről Jankovics Marcell, helyére L. Simon Lászlót, az Országgyűlés kulturális bizottságának elnökét nevezte ki a nemzeti erőforrás miniszter.[199]
- október 16. – Bodó Sándor, a Hajdú-Bihar megyei önkormányzat fideszes elnöke szerzi meg a márciusban autóbalesetben elhunyt Arnóth Sándor parlamenti mandátumát az időközi országgyűlési választás második fordulójában. (Bodó 51 százalékkal nyert, a jobbikos Rigán István 33 százalékkal, a szocialista Bangóné Borbély Ildikó 14 százalékkal végzett, míg a Szili Katalin-féle Szociális Unió jelöltje, Bányász Róbert mindössze 1 százalékot kapott.)[200]
- október 17.
  - Arab tavasz: A líbiai felkelők beveszik a Moammer Kadhafi által ellenőrzött Bani Válid városát.
  - Az Országgyűlés elfogadja az uzsoratörvényt, ami szerint az egyszeri elkövetés is három évig terjedő szabadságvesztéssel büntethető.[201]
- október 18.
  - Az amerikai nagykövet, Eleni Tsakopoulos Kounalakis szóbeli demarssal fejezte ki aggályait Orbán Viktornak annak igazságszolgáltatással és választásokkal kapcsolatos jogszabály-változtatásai miatt.[202]
  - Ötévi gázai fogság után a Hamász szabadon engedi Gilad Salit izraeli katonát. (A zsidó állam cserébe 1027 palesztin és izraeli arab  foglyot engedett el, közülük 477-en még ezen a napon kiszabadultak, 550-en pedig a későbbiekben tértek haza.)[203]
- október 20. – Arab tavasz: A líbiai felkelők döntő rohamot indítanak Szurt városa ellen, a harcok során megölik Moammer Kadhafit. A várost sikerül elfoglalni, ezzel az utolsó líbiai település is az Átmeneti Nemzeti Tanács kezére kerül és a polgárháború gyakorlatilag véget ér.[204]
- október 20–31. – Népszámlálás Romániában. (A népszámlálás eredménye befolyásolja a nyelvhasználati jogokat.)[205]
- október 21. – Pakisztán, Guatemala, Marokkó, Togo és Azerbajdzsán jut be két évre az ENSZ Biztonsági tanácsának tíz nem állandó tagja közé. (Azerbajdzsán Szlovéniával és Magyarországgal versenyzett a Kelet-Európának járó helyért. Az első körben Magyarország kiesett, majd több sikertelen forduló után Szlovénia visszalépett.)[206]
- október 22. – Párttá alakul és kiválik az MSZP-ből az annak platformjaként éppen egy éve létező Demokratikus Koalíció, elnöke Gyurcsány Ferenc.[207][208]
- október 23.
  - A Rasid Gannúsi vezette Ennahda nevű, mérsékelt iszlamista párt szerzi meg az új nemzetgyűlés mandátumainak többségét az első tunéziai demokratikus választáson. (A 217 fős nemzetgyűlés alkotmányozni fog és ideiglenes elnököt nevez ki. Ő fogja később megbízni az új kormányt.)[209]
  - Svájc legerősebb pártja, a – 2007-ben is győztes jobboldali populista – Svájci Néppárt (SVP) nyeri a parlamenti választásokat 26,6 százalékos szavazati aránnyal.[210]
  - Cristina Fernández hivatalban lévő argentin elnök nyeri meg a dél-amerikai országban rendezett elnökválasztást a voksok 54 százalékával.[206]
  - A bolgár elnökválasztás első fordulója, ahol a kormányzó konzervatív párt jelöltje, Roszen Plevnelievnek a voksok 39,6 százalékát szerzi meg, megelőzve a szocialista Ivajlo Kalfint és függetlenként induló Meglena Kunevát.[211]
- október 25.
  - Ivan Gašparovič szlovák államfő megbízza a Radičová-kormányt, hogy a 2012 márciusi parlamenti választásokat követő új kormányalakításig – csökkentett jogkörökkel – irányítsa az ország ügyeit.[212]
  - I. Mihály román király 64 év után először szólal fel a bukaresti parlament két házának együttes, ünnepi ülésén. (Az idős uralkodó beszédében megjegyezte, hogy a korona nem a múlt jelképe, hanem a függetlenség és a szuverenitás megtestesülése.)[206]
- október 30.
  - A jobbközép kormánypárt, a Polgárok Bulgária Európai Fejlődéséért (GERB) jelöltje, Roszen Plevneljev nyeri meg a bolgár elnökválasztás második fordulóját.[213]
  - Almazbek Atambajev kormányfő a szavazatok több mint 60 százalékával győz a kirgizisztáni elnökválasztáson.[214]
- október 31.
  - Az ENSZ Népesedési Alapjának becslései szerint a világ népessége eléri a 7 milliárd főt. (A Plan International jelképesen egy indiai lányt nevezett meg a hétmilliárdodik lakónak. Az utolsó milliárdos határt 1999-ben érte el a Föld népessége.)[215]
  - Belpolitikai válság alakult ki Görögországban miután Jórgosz Papandréu miniszterelnök bejelenti, hogy népszavazást tartanak az EU október végi csúcsértekezletén elfogadott 130 milliárd eurós mentőcsomag fejében vállalt újabb megszorító intézkedésekről.[216] (Végül a népszavazás elmaradt.)[217]
  - Az ENSZ kulturális ügynöksége, az UNESCO úgy dönt, hogy teljes jogú tagságot kapnak a palesztinok; a Palesztin Hatóság „megfigyelő entitásként” vesz részt a szervezet munkájában. (Magyarország, 51 másik országgal együtt tartózkodott a szavazáson.)[218]

### November
- november 1. – Az Országgyűlés – Szigetvár védőinek tántoríthatatlan bátorságáért, a hazaszeretetből és áldozatvállalásból való példamutatásáért – Szigetvár városnak a „Leghősiesebb Város” („Civitas Invicta”) címet adományozza.[219]
- november 6.
  - Nicaraguában Daniel Ortega nyeri az elnökválasztást, ugyanakkor a guatemalai elnökválasztás második fordulóját Otto Pérez Molina nyugalmazott tábornok nyeri.[220]
  - Megrendezik a Miss World 2011 szépségversenyt a londoni Earls Court Two épületében. A rendezvényt a venezuelai színekben versenyző Ivian Sarcos nyeri meg. (A 2. helyezett a Fülöp-szigeteki Gwendoline Ruais, a 3. a Puerto Ricó-i Amanda Vilanova lett. A versenyen összesen 113 versenyző vett részt.)[221]
- november 8. – Angela Merkel német szövetségi kancellár és Dmitrij Medvegyev orosz elnök hivatalosan is megnyitja az Északi Áramlat csővezeték májusban befejezett első csövét, amely Oroszországból szállít földgázt Németországba.[222]
- november 9. – Jórgosz Papandréu görög miniszterelnök bejelenti lemondását.[223] (Az újonnan felálló egységkormány miniszterelnökévé Lukász Papadímoszt választották.)[224]
- november 12.
  - Silvio Berlusconi olasz kormányfő – miután a római képviselőház is megszavazza a megszorító költségvetési csomagot – benyújtja lemondását Giorgio Napolitano államfőnek, aki a közgazdász Mario Montit kéri fel kormányalakításra.[225]
  - Arab tavasz: A tüntetők ellen alkalmazott erőszak hatására felfüggesztik Szíria tagságát az Arab Ligában. (A tagság felfüggesztése november 16-án lépett életbe.)[226]
- november 13.
  - A brazil hadsereg páncélos harcjárművek és helikopterek támogatásában lerohanta a legnagyobb rio de janeiro-i nyomornegyedet, az ottani drogkartellek felszámolása végett.[227]
  - Az Országgyűlés ezt a napot „a magyar nyelv napjává” nyilvánítja.[228]
- november 14.
  - Az Országgyűlés elfogadja  az Alkotmánybíróságról szóló sarkalatos törvényt. (A jogszabály alapján az Alkotmánybíróság a bírói döntések alaptörvénnyel való összhangját is vizsgálhatja, és megítélheti az egyedi ügyben alkalmazandó jogszabály alkotmányosságát is. Szűkül ugyanakkor az utólagos normakontroll lehetősége, és számos, a jogszabályok utólagos vizsgálatára irányuló, korábban indított alkotmánybírósági eljárás megszűnik.)[229]
  - Átadják a forgalomnak a 2009. augusztus 21-én – felújítási munkálatok miatt – lezárt Margit hidat.[230] (A híd műszaki átadás-átvételére december 20-án került sor.)[231]
- november 16. – Az eurózónát fenyegető adósságválság következtében szükségessé vált megszorító intézkedések november 12-i megszavazása után Silvio Berlusconi korábbi olasz miniszterelnök hivatalosan is lemond tisztségéről. (Lemondása után Mario Monti egykori európai bizottsági tagot nevezték ki a kormányfői székbe, aki még ugyanezen a napon letette hivatali esküjét.)[232]
- november 19. – Arab tavasz: Az átmeneti új líbiai vezetés fegyveresei az ország déli részén több testőrével együtt elfogják Szajf al-Iszlám Kadhafi líbiai politikust, Moammer Kadhafi néhai diktátor második fiát,  akit korábban Kadhafi lehetséges utódjaként is emlegettek.[233]
- november 19–26. – Arab tavasz: Egyiptomban több városban is összecsapások törnek ki a rendőri erők és a tüntetők között, hogy az egyiptomi katonai vezetés adja át a hatalmat a polgári erőknek. A tüntetések legkevesebb 38 halálos áldozatot követelnek és legalább 2000-en megsérülnek. (A legvéresebb összecsapások a kairói Tahrír téren történtek.)[234]
- november 20. – A Mariano Rajoy vezette konzervatív Néppárt (PP) nyeri a spanyolországi parlamenti választásokat.
- november 21. – Az Országgyűlés elfogadja az egyes adótörvények és azzal összefüggő egyéb törvények módosításáról szóló T/4662. számú törvényjavaslatot. (A 2011. évi CLVI. törvényi változások – javarészt – 2012. január 1-jétől lépnek hatályba.)[235]
- november 22. – Abdur-Rahmán al-Kíb vezetésével új átmeneti kormány alakul Líbiában.[236]
- november 23.
  - A szlovák katonai elhárítás lehallgatási botrányába keveredett Ľubomír Galkót, a Radičová-kormány védelmi miniszterét menesztik hivatalából. (A miniszteri székbe ideiglenesen Ondrejcsák Róbert államtitkárt nevezték ki.)[237]
  - Egy televíziós beszélgetés keretében Recep Tayyip Erdoğan török miniszterelnök hivatalosan is bocsánatot kér a kurdoktól az 1936 és 1939 között elkövetett dersimi mészárlás miatt, mely során a török hadsereg több mint tizenháromezer embert bírósági eljárás nélkül kivégzett. (Az esemény főképp Kemal Kılıçdaroğlu ellenzéki kormányfőt célozta meg, mintegy felszólítva azt, hogy ő is kérjen bocsánatot a kurdoktól, mert az általa képviselt párt, a szociáldemokrata Köztársasági Néppárt (CHP) volt kormányon a mészárlás idején is.)[238]
  - A február óta ellene zajló tiltakozások hatására lemondott tisztségéről Ali Abdullah Száleh jemeni elnök és külföldre távozott.

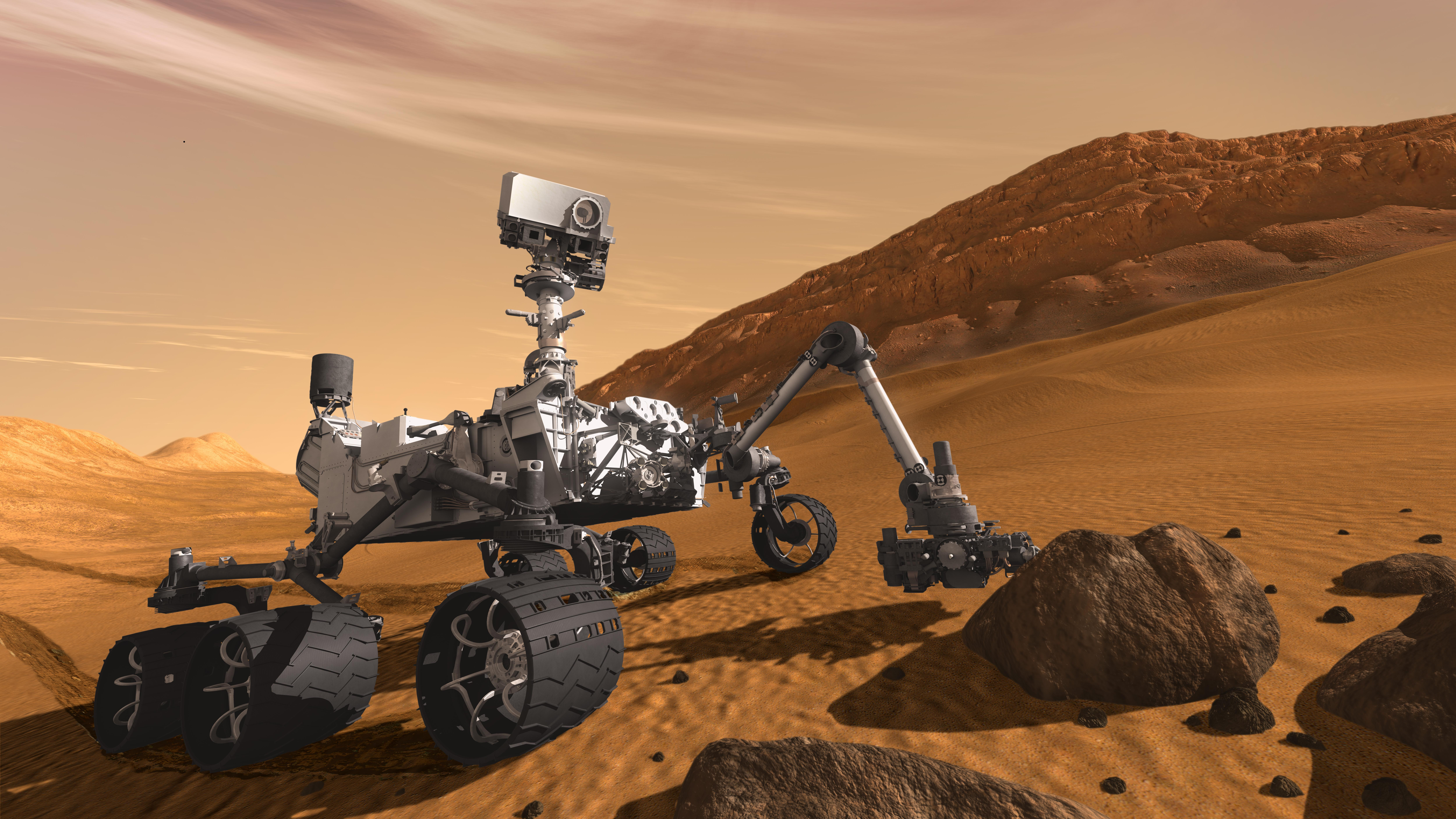
A Curiosity marsautó fantáziarajza

- november 25. – Előrehozott parlamenti választásokat tartanak Marokkóban, melyet a mérsékelten iszlamista Igazság és Fejlődés Pártja (PJD) nyeri.
- november 26. – A Mars Science Laboratory (MSL) missziójának keretében a NASA a Cape Canaveral-i bázisról sikeresen indítja Curiosity nevű marsautóját, amely a tervek szerint 2012. augusztus 6-án fog landolni a Mars felszínén. (A jármű feladata a marsi élet keresése, a bolygó légkörének és geológiájának tanulmányozása, valamint az emberes Mars-repülések előkészítése lesz.)[239]
- november 27. – Láng Zsolt, a Fidesz-KDNP jelöltje nyeri a II. kerületi időközi országgyűlési képviselő-választást, miután a pasarét-pesthidegkúti választókerület egyéni képviselőjét, Balsai Istvánt alkotmánybíróvá választották.[240]
- november 28. – Az Országgyűlés elfogadja a korhatár előtti nyugdíjak megszűnéséről, a korhatár előtti ellátásról és a szolgálati járandóságokról rendelkező kormányjavaslatot, így 2012. január 1-jétől nem állapítható meg ilyen ellátás. (Az eddig folyósítottakat nem a társadalombiztosítási kasszából, hanem a költségvetésből fizeti tovább az állam, ugyanakkor az 57 éven aluli szolgálati nyugdíjasok csak a nyugdíjemelés mértékével növelt, de a személyi jövedelemadóval csökkentett összegű ellátást kaphatnak.)[241]
- november 29. – Radikális iráni diákok hatolnak be a teheráni brit követség területére, ahol betörik az ablakokat, gyújtópalackokat dobálnak és elégetik az európai ország lobogót tiltakozásul amiatt, hogy London megszigorította az Irán elleni szankciókat atomprogramja miatt.[242]

### December
- december 3. – Junior Eurovíziós Dalfesztivál Örményország fővárosában, Jerevánban
- december 4. – Az előrehozott szlovéniai választáson a frissen alakult, Zoran Janković ljubljanai polgármester vezette, balközép Pozitív Szlovénia párt nyer, de koalíciós kormányzásra kényszerül.[243]
- december 6. – 541 napos kormányzati huzavona után megalakul Belgium új kormánya, melynek élére Elio Di Rupo szocialista politikus kerül. (Az új vezető Yves Leterme kereszténydemokrata politikust váltotta a miniszterelnöki székben.)[244]
- december 9. – Az Európai Unió brüsszeli csúcstalálkozóján a horvát miniszterelnök és az államfő, valamint az uniós tagországok vezetői aláírják  Horvátország uniós csatlakozási szerződését, melynek következtében kezdetét veheti a ratifikációs folyamat. (Az Európai Tanács egyidejűleg döntött a szerb tagjelölti státusz megadása 2012 márciusi  és a montenegrói csatlakozási tárgyalások megindítása 2012 júniusi időpontjáról.)[245]
- december 13.
  - A megbízatása alatt menesztett Baka András helyett Darák Pétert választja a Legfelsőbb Bíróság helyébe lépő Kúria, Handó Tündét az Országos Bírói Hivatal elnökévé a parlament.[246]
  - Az Országgyűlés elfogadja az új munka törvénykönyvéről szóló javaslatot, amelynek – a jelenlegi, 1992-ben hozott törvényt felváltó jogszabály – rendelkezései 2012. július 1-jén lépnek hatályba.[247]
- december 14. – Barack Obama amerikai elnök – az észak-karolinai Fort Bragg-ben – hivatalosan is befejezettnek nyilvánítja az Egyesült Államok iraki háborúját.[248]
- december 15. – Leon Panetta amerikai védelmi miniszter jelenlétében Bagdadban katonai tiszteletadás mellett levonják az Irakban szolgáló amerikai erők zászlaját. (Ezzel véget ér a kilenc éven át tartó háború, amely két fő célkitűzése volt: Szaddám Huszein megbuktatása és egy demokratikusan választott kormány hatalomra juttatása.[249] December 18-án az utolsó amerikai katona is elhagyta az arab országot. Csak 157 kiképző és egy tengerészgyalogos alakulat maradt Bagdadban, utóbbi az amerikai nagykövetség védelmére.)[250]
- december 16. – A Genfben zajló miniszteri értekezlet során jóváhagyják Oroszország csatlakozási kérelmét a Kereskedelmi Világszervezethez (WTO). (A tagfelvétel az uniós exportot évente mintegy 4 milliárd euróval emeli.)[251]
- december 19. – Az Alkotmánybíróság az egyházügyi, a kiemelt büntetőügyekre vonatkozó egyes büntetőeljárási, valamint a médiaszabályozással kapcsolatos törvények egyes részeit az alkotmánnyal ellentétesnek találja és az egyházügyi törvényt teljes egészében megsemmisíti.[252]
- december 21. – A Moody's után a Standerd and Poor's  hitelminősítő iroda is "BBB-"-ról   befektetésre nem ajánlott "BB+"-ra minősíti le Magyarország államadósságait, negatív kilátás mellett. A tőzsde nem reagál a leminősítésre.[253]
- december 22. – A szíriai hadsereg tankokkal, rakétavetőkkel és gránátokkal elpusztította a török határ melletti Kfar Ovaid falut. A támadásnak 110 halálos áldozata volt.
- december 23.
  - Az Országgyűlés – 256 igen, 36 nem szavazattal, tartózkodás nélkül – elfogadja az új választási rendszert létrehozó törvényt. (Ennek értelmében a következő választás eredményeként 199 tagú lesz az Országgyűlés, a vegyes választási rendszer egyfordulóssá alakul, és a határon túli magyarok is szavazati jogot kapnak.)[254]
  - Németh Lászlóné veszi át a nemzeti fejlesztési tárca irányítását az egyes nemzetközi pénzügyi szervezetekkel való kapcsolattartásért felelős tárca nélküli miniszterré kinevezett Fellegi Tamástól.[255]
- december 30. –
  - Az Országgyűlés elfogadja az új házszabályt, mely szerint az ellenzék támogatása nélkül is elrendelhető, hogy egyes törvényjavaslatokat szűkített időkeretben két nap alatt, vagy érdemi vita nélkül egy nap alatt fogadhasson el a parlament.[256]
  - A Hamász radikális muszlim szervezet megkezdi kivonulását Szíria területéről, kijelentve, hogy nem szeretné, ha nevét összefüggésbe hoznák az országban zajló erőszakkal.
- december 31.
  - A Köztársasági Őrezred átadja a Köztársasági Elnöki Hivatalnak otthont adó Sándor-palota protokolláris jellegű őrzését a Honvéd Palotaőrségnek.[257]
  - A Magyar Honvédség Katonai Ügyészsége – a Legfőbb Ügyészség szervezetébe történő beolvadással – megszűnik.[258]

### Határozatlan dátumú események
- január – XVI. Benedek pápa új tagokat nevez ki a vatikáni államtitkárság államközi kapcsolatok részlegére, köztük Erdő Péter bíborost, esztergom-budapesti érseket.[259]
- május – Újra kiterjeszti az olajkutatási koncessziókat a Mexikói-öbölben és Alaszkában Barack Obama amerikai elnök, 14 hónappal az után, hogy felrobbant a Deepwater Horizon fúrótorony.[260]
- július 12. – 2012. január 16. között[261] – A thaiföldi monszunidőszak katasztrofális árvizeket okoz; a 815 halálos áldozat[261] és a mintegy 110 ezer otthonát elhagyni kényszerült személy mellett mintegy 45 milliárd dolláros kárt okozva,[262][263] valamint zavarokat az alkatrészellátásban és világszintű árnövekedést a merevlemezek piacán.[264][265]
- augusztus
  - Rekordokat dönt a svájci frank árfolyama.
  - Magyarország hivatalosan is elismeri Dél-Szudánt, mint független államot és kezdeményezi a diplomáciai kapcsolatok felvételét.[266]
  - A Pest megyei Ócsát jelöli ki a Belügyminisztérium a szociális családi házak építési programjának első helyszínéül.[267]
- szeptember – XVI. Benedek pápa németországi hivatalos látogatás keretén belül Berlinbe, a kelet-németországi erfurti egyházmegyébe és az ország délnyugati részében fekvő freiburgi egyházmegyébe látogat el.[268]
- október
  - A szakadár Baszkföld és Szabadság (ETA) fegyveres szervezet bejelenti, hogy végleg lemond az erőszak alkalmazásáról és immár tárgyalásos úton kívánja elérni a spanyol és a francia kormánynál a két országban lévő baszk tartományok függetlenségét.[269]
  - A Nemzetközösség tagállamainak vezetői – amelyekben II. Erzsébet királynő az államfő – elfogadják a monarchiára vonatkozó új trónöröklési rendet, mely szerint a korona az elsőszülött gyermekre száll, függetlenül attól, hogy fiú vagy lány. (Egy másik fontos módosítás jegyében feloldották azt az előírást, amely megfosztotta trónöröklési jogától azt, aki római katolikus házastársat választ magának.)[270]
  - Rendkívüli állapotot rendelnek el a 11 ezer lakosú csendes-óciáni Tuvalun, miután súlyos ivóvíz-hiány alakult ki a szigetországban. (A térségbe az új-zélandi légierő gépei szállítanak ivóvizet és két, tengervízből édesvizet előállítani képes sómentesítő berendezést. a hiányt az okozza, hogy miközben hónapok óta aszály sújtja az országot, elszennyeződtek az ásott kutak is.)[271]
  - Nemzetközi elismerést kér Stockholmban a két héttel korábban Isztambulban megalakult szíriai ellenzéki szövetség, a Nemzeti Tanács. (A testület külföldön élő és otthon maradt ellenzéki személyiségekből, akadémikusokból, aktivistákból áll, és csatlakozott hozzá a szíriai Muszlim Testvériség is. Szíria megtorlással fenyegeti meg azon országokat, amelyek formálisan is elismerik a Nemzeti Tanácsot.)[272]
- az év folyamán
  - Az Európai Unióban közös népszámlálást tartanak. (Magyarországon ősszel történik meg ez.)
  - Átadják a Kőbánya-Kispest metróvégállomáson a KöKi Terminál intermodális közlekedési csomópont és bevásárlóközpontot a közlekedési infrastruktúrával és zöldterületekkel együtt.[273][274][275]
  - Pártot alapítanak volt jobbikos politikusok Magyar Főnix Mozgalom (MFM) néven, melynek célja a nemzeti radikális oldal teljes lefedése. (Az áprilisban alakult pártot szeptember 15-én jegyezte be a bíróság, melynek elnöke Bíber József Tibor, egykori Jobbik-alelnök.)[276]

## Az év témái

### 2011 a sportban
- Sebastian Vettel megszerzi második Formula–1-es világbajnoki címét a Red Bull csapattal.
- A Videoton FC nyeri az NB1-et. Ez a klub első bajnoki címe.

### 2011 a jogalkotásban
- Lásd: a 2011 a jogalkotásban című szócikkben.

### 2011 az irodalomban
- Megjelenik James Dashner Útvesztő-trilógiájának harmadik kötete, a Halálkúra.[277]
- Megjelenik Veronica Roth a Beavatott-trilógiájának első kötete, A beavatott.[278]
- Megjelenik magyar fordításban Joseph Delaney ifjúsági regénysorozatának, a Wardstone krónikák harmadik kötete, A Szellem titka.
- Megjelenik E.L. James nagy sikerű ötven árnyalat trilógiájának első két része: A szürke ötven árnyalata és A sötét ötven árnyalata.

### 2011 a zenében
- Alapi István: niXfactor
- ATB: Distant Earth
- Avril Lavigne: Goodbye Lullaby
- Adele: 21
- Alexandra Stan: Saxobeats
- Benny Benassi: Electroman
- Bikini: Elmúlt illúziók
- Beyoncé: 4
- Bon-Bon: 5.1
- Britney Spears: Femme Fatale
- Jason Derulo: Future History
- DJ BoBo: Dancing Las Vegas
- Dolly Roll: Játék az élet DVD + CD válogatás
- David Guetta: Nothing but the Beat
- Király Viktor: Solo
- Captain Jack: Back to the Dancefloor
- Carole King: A Holiday Carole
- Coldplay: Mylo Xyloto
- Compact Disco: II
- Caramel: Vízió
- Chris Brown: F.A.M.E.
- Chris Norman: Time Traveller
- Whitesnake: Forevermore
- Ed Sheeran: +
- Bródy János: Az Illés szekerén
- Example: Playing in the Shadows
- Irene Cara: Irene Cara Presents Hot Caramel
- Richard Sanderson: Sings The Classics
- Halász Judit: Apa figyelj rám
- Red Hot Chili Peppers: I’m with You
- Ricky Martin: Música + Alma + Sexo
- Rihanna: Talk That Talk
- Janicsák Veca: Veca Világa
- One Direction: Up All Night
- Jennifer Lopez: Love?
- Jessie J: Who You Are
- Justin Bieber: Under the Mistletoe
- Martin Solveig: Smash
- Melanie Chisholm: The Sea
- Nickelback: Here and Now
- Kate Bush: Director's Cut / 50 Words for Snow
- Kelly Clarkson: Stronger
- Keresztes Ildikó: A démon, aki bennem van
- Kovács Ákos: Arénakoncert2011
- Kovács Kati: Találkozás egy régi szerelemmel
- Kovács Kati: Rock and Roller (Kovács Kati-album)
- Kovács Kati: Átmentem a szivárvány alatt
- Kovács Kati: Mammy blue
- Kim Wilde: Snapshots
- Lenny Kravitz: Black and White America
- Magna Cum Laude: Belső égés
- Nevergreen: Imperium
- Nero: Welcome Reality
- Lady Gaga: Born This Way
- LMFAO: Sorry for Party Rocking
- Pa-dö-dő: Hozott anyagból
- Pitbull: Planet Pit
- Ricchi e Poveri: Le canzoni, la nostra storia
- Rúzsa Magdi: Magdaléna Rúzsa
- Sophie Ellis-Bextor: Make a Scene
- Snoop Dogg: Doggumentary
- Suzi Quatro: In the Spotlight
- Szekeres Adrien: Megállók
- The Bangles: Sweetheart of the Sun
- The Saturdays: On Your Radar
- Tyler, the Creator: Goblin
- Sztevanovity Zorán: Körtánc – Kóló
- Yonderboi: Passive Control
- Wolf Kati: Vár a holnap
- Zoltán Erika: Mehet tovább a show
- Zanzibar: Ádám keresi Évát

### 2011 Nobel-díjasai
| Díj                | Díjazottak neve                                         | Indoklás |
| ------------------ | ------------------------------------------------------- | --- |
| Béke               | Leymah Gbowee, Ellen Johnson-Sirleaf és Tavakkul Karmán | Johnson-Sirleaf hozzájárult ahhoz, hogy fennmaradjon a béke Libériában, emellett elősegítette a gazdasági és társadalmi fejlődést, s erősítette a nők helyzetét a nyugat-afrikai országban. Gbowee vallástól és nemzetiségtől függetlenül mozgósította a nőket a libériai polgárháború lezárása és a parlamenti választásokon való részvétel érdekében. Karmán nehéz körülmények között, az arab tavasz előtt és után is vezető szerepet vállalt Jemenben a nők jogaiért, valamint a békéért és a demokráciáért folytatott küzdelemben. |
| Fizikai            | Saul Perlmutter, Brian P. Schmidt és Adam G. Riess      | A világegyetem gyorsuló ütemben való tágulásának távoli szupernóvák megfigyelésével történt felfedezéséért. |
| Közgazdasági       | Thomas J. Sargent és Christopher A. Sims                | Jelentős előrelépést értek el a gazdaságpolitika és a különböző makrogazdasági adatok – például GDP, infláció, foglalkoztatás, beruházások – közötti ok-okozati viszony feltérképezésének módszertanában. |
| Irodalmi           | Tomas Tranströmer                                       | A költő sűrű és tiszta képeivel tárja fel az olvasó előtt a valóságot. |
| Kémiai             | Daniel Shechtman                                        | A kvázikristályok felfedezéséért. |
| Orvosi-fiziológiai | Bruce Beutler, Jules Hoffmann és Ralph Steinman†        | A veleszületett immunrendszer aktiválásával kapcsolatos felfedezéseiért. |

### 2011 a televíziózásban
- Április 9-én mutatta be az RTL Klub kereskedelmi csatorna magyar szinkronnal az Ezel című török televíziós drámasorozatot, ez volt az első, Magyarországon is bemutatott török sorozat.
- Április 11-én elindult a Minimax nagyobbaknak szóló testvércsatornája, a Megamax, amely olyan sikeres sorozatokat mutatott be, mint pl. A Lyoko Kód, Tuti Gimi, Slugterra, Angry Birds Toons stb.
- Április 14-én magyar szinkronnal mutatta be a TV2 kereskedelmi csatorna a Seherezádé című török televíziós drámasorozatot.